# 三森すずこ
三森 すずこ（みもり すずこ、1986年6月28日 - ）は、日本の声優、女優、歌手。東京都出身。響所属。レコードレーベルはポニーキャニオン。ミルキィホームズおよびμ'sのメンバーでもある。

## 略歴
幼少期のころはミュージカル女優、ダンサーになることを夢見ていた。両親に連れられて観た子どもミュージカルをきっかけに「私も歌ったり踊ったりしたいなー」という思いが芽生えたという。小学1年生（7歳）からバレエを学び、当初はバレリーナを目指していた。バレエを習っていた友人の発表会を観覧し「私もあのキレイな衣装を着て踊りたいなあ」と思っていたこと、父が多数所有していたバレエ音楽のレコードが家で流れていたことから、バレエそのものが身近な存在だったという。中高一貫の女子校に通っていた。中学時代には妹の影響から帝国劇場でのミュージカル『レ・ミゼラブル』を観劇。そこでミュージカルに関心を持ち、中学校のミュージカル部へ途中入部する（高校時代もミュージカル部に所属）。部の先輩に観劇を勧められた、宝塚歌劇団『ベルサイユのばら2001－オスカルとアンドレ編－』に感銘を受け、宝塚歌劇団への入団を志す。その後、宝塚音楽学校の最終試験まで残ったが不合格となった。なお、妹は声優・飯塚雅弓のファンでもあり、『声優グランプリ』（主婦の友社）を定期購読していたが、当時の三森はあまり興味を抱かなかった。中学時代は「演劇の道にくじけたら英語にかかわる仕事もいいかな」と考えるほど英語と音楽が得意だったという。
マリアートスタジオにてジャズダンス、タップダンス、声楽を習い、ボーカルレッスンも受けていた。
17歳でマリアートに所属し、2006年6月『ミー・アンド・マイガール』のアンサンブルキャストとして、自身が初めてミュージカルに触れた帝国劇場で初舞台を踏む。以降は「黒川 鈴子」名義にてミュージカルや舞台を中心に活動。同時期には「アンサンブルやバックダンサーその他大勢のひとりで終わってしまいそうな危機感を覚えていた」という。
舞台『君に捧げる歌a song for you』にて初の主役を務めた。
あるとき、ヒロインを務めた舞台をブシロード社長である木谷高明が観劇しており、当時同社に在籍していた叔父から木谷を紹介され、『探偵オペラ ミルキィホームズ』への出演を打診された。前所属事務所との契約が切れるタイミングで、ブシロード傘下の響へ移籍し、声優活動を開始した。これを機に在学していた駒澤大学を中退している。
2009年7月から10月までアイドルユニット「Cutie Pai」のメンバー「スージー」として活動していた。
声優ユニット「ミルキィホームズ」のメンバーとして、各種音楽活動やバラエティ番組への出演も行っている。
2015年、「第九回声優アワード」にて、μ'sの一員として歌唱賞を受賞した。
2015年12月31日、μ'sの一員として『第66回NHK紅白歌合戦』（NHK総合）に初出場した。
2016年7月から10月にかけ自身初となる全国ツアー『Mimori Suzuko Live Tour 2016 "Grand Revue"』を開催。同ツアーではアルバム収録曲を順不同で披露している。ツアーに備えて筋力トレーニングに励んだが「あんまり効果はありませんでしたね（笑）。結局肺活量が大事なのかなぁと思いました」と述べている。
2017年4月30日、『月刊ブシロード』（ブシロードメディア・KADOKAWA）と『B.L.T.』（東京ニュース通信社）編集部、『B.L.T. VOICE GIRLS』（東京ニュース通信社）編集部制作による三森を題材とするトレーディングカード『Voice Actor Card Collection VOL.01 三森すずこ ぎゅぎゅっとみもりん』が発売された。
2018年1月13日夜、東京スポーツに報道されたオカダ・カズチカとの交際を自身のTwitterで認めた。2019年4月12日正午、双方のSNSを通じて結婚した旨を発表。2022年5月30日には第1子妊娠を明かし、8月19日に第1子男児の出産を報告した。2024年11月12日には第2子男児の出産を報告した。
2024年5月2日、今夏より生活拠点をアメリカへ移し、その後の声優およびアーティスト活動の継続を自身の公式Xにて発表。

### 声優と舞台女優の両立
声優活動の開始以降は、従来の舞台出演がいったん途絶えていた。その後、2016年1月5日から1月11日に上演された『舞台「カードファイト!! ヴァンガード」〜バーチャル・ステージ〜』にて、かつてテレビアニメ版『カードファイト!! ヴァンガード』で声優を務めたコーリン役として、5年振りの舞台（ミュージカル）出演を果たした（2017年続編公演）。
2017年から現在に至るまで、ミュージカルとアニメがクロスしたメディアミックスプロジェクトである『少女☆歌劇 レヴュースタァライト』の神楽ひかり役で継続出演している。同作品への出演にあたり、自身を声優へと導いた木谷からの出演打診を受けた当初は、舞台への思いは完結しているとしてその場では断っている。その後、再考してほしい旨を告げられ出演を決めたという。
2019年11月から2020年1月にかけブロードウェイ・ミュージカル『ウエスト・サイド・ストーリー』（日本語版）のSeason1へアニータ役（Wキャスト）として出演、レヴュースタァライト出演を機に声優と舞台女優を両立させる精力的な活動をしている。
2021年のインタビューにて、『声優として死ぬまでがんばりたいという「夢」とは別に、（自分の舞台活動の原点である）帝国劇場でプリンシパル（主演）で、センターのポジションゼロに立つまで、舞台での「夢」は完結しない』と舞台への思いを語っている。

## 人物
少しおかしいほどのオペラ、クラシック好きの父、少し悪そうなロックなどリズム・アンド・ブルース好きの母がおり、子どものころは、父の方からゲオルク・フリードリヒ・ヘンデル、母の方からジャニス・ジョプリン、ジミ・ヘンドリックスが聞こえる家庭環境で育ったという。株式会社デックスエンタテインメント社長やブシロード副社長を務めた実業家の黒川文雄は、三森の従兄にあたる。

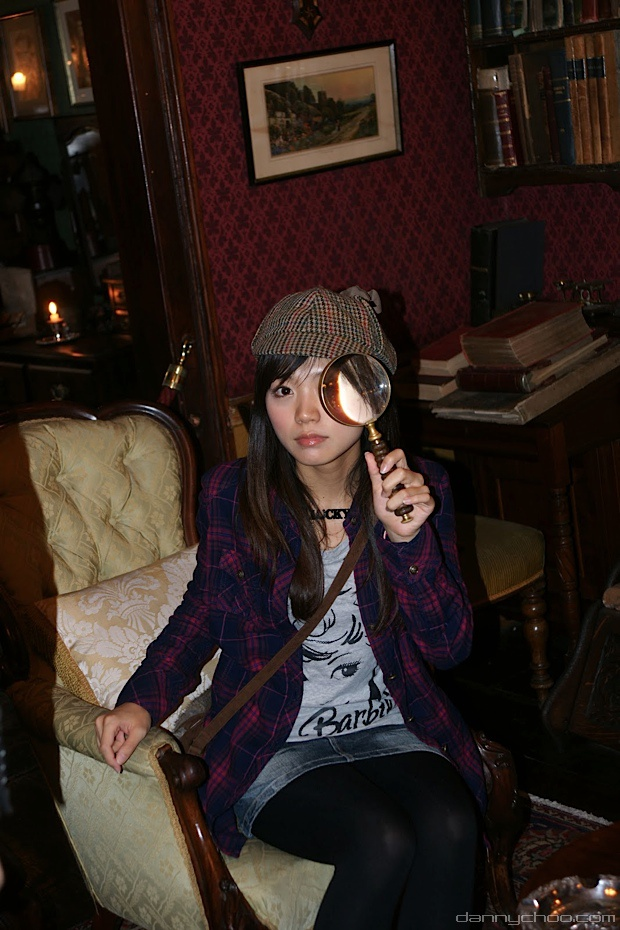
2010年10月14日、ロンドンにて
（富岡秀次撮影）

響への所属直前に森光子の舞台を観劇し「彼女のように芝居を一生の仕事にしたい」と憧れを抱いた。そこで芸名を「森すず子」にしたいと事務所へ提案したが、「森では検索に引っかからない」と難色を示されてしまう。その後、自身の好む数字の”3”をつけた「三森」という案が快諾された。また「みもりん」というニックネームはこの時点で想定されている（学生時代から声優になった直後までの友人からは「すず」、「三森すずこ」として認識する共演者やファンには「みもりん」「みもさん」と主に呼ばれる）。
『声優グランプリ』では、「某有名イラストレーター―Okuzushi・M・Romi―オクズシ・ロミ」名義で、読者からの投稿にちなんだ自作イラストとコラムを披露している。なお「オクズシ・ロミ」は、自身の芸名をローマ字表記した「Mimori Suzuko」の倒語。
テレビ神奈川『キッズ劇場!!』の最終回では、『探偵オペラ ミルキィホームズ』の紹介もあって、本人とシャーロック・シェリンフォードさらにキッズねこみみコーナーのねこみみくまさんも加えた一人三役をこなした。また、『探偵オペラ ミルキィホームズ』の作中でも「ねこみみくまさん」のパロディが登場している。
新宿ロフトプラスワンで行われた徳井青空のトークライブ「みらくる青空ナイト〜青空、襲来〜」にシークレットゲストとして出演時、ねこみみくまさんのテーマ曲を披露した。
女優・歌手の神田沙也加とは中学時代のクラスメイトかつ友人の仲。2015年8月28日の「Animelo Summer Live 2015 -THE GATE-」1日目にて、μ's（三森）、TRUSTRICK（神田）としてそれぞれ出演し再会を果たした。2021年12月18日における神田死去の際には、「なかなか会えなかったけど、同じ道を目指す同級生として、私に刺激を与えてくれる存在だった。どうして？信じられない。もっと活躍見たかった。それを見て、悔しい私も頑張らなきゃってまた思いたかったよ。どうか安らかに…ご冥福をお祈りします。」とコメントしている。
宝塚音楽学校を受験した縁で、元宝塚歌劇団雪組トップ娘役・愛加あゆなどタカラジェンヌの友人がいる。
憧れの身近な先輩として、『ゆるゆり』などで共演した加藤英美里を挙げている。
特技はダンス（JAZZ・TAP・BALLET）。趣味は料理、観劇、歌。座右の銘は「継続は力なり」。

## 出演
太字はメインキャラクター。

### テレビアニメ
2010年
- キッズ劇場!! キッズねこみみコーナー（ねこみみくまさん）
- 探偵オペラ ミルキィホームズ（2010年 - 2018年、シャーロック・シェリンフォード） - 4シリーズ + 特別編4作品
- B型H系（女子高生、客、外人ギャル）

2011年
- カードファイト!! ヴァンガード（2011年 - 2020年、コーリン / 立凪コーリン） - 7シリーズ
- gdgd妖精s（2011年 - 2013年、ピクピク、ヒーローレッド、サラサラ） - 2シリーズ
- ゆるゆり（2011年 - 2015年、古谷向日葵） - 3シリーズ + 特別編

2012年
- 蒼い世界の中心で（アリッサ＝ネル）
- うーさーのその日暮らし（シャーロック・シェリンフォード）
- 織田信奈の野望（松平元康）
- 神様はじめました（2012年 - 2015年、桃園奈々生、雪路） - 2シリーズ
- クイーンズブレイド リベリオン（エイリン）
- 戦姫絶唱シンフォギア（少女1、女子高生3人組、迷子の妹）
- てーきゅう（2012年 - 2017年、新庄かなえ） - 9シーズン
- 緋色の欠片（多家良清乃） - 2シリーズ
- BTOOOM!（ヒミコ）
- ポヨポヨ観察日記（佐藤萌）
- モーレツ宇宙海賊（ベリンダ・パーシー）
- 輪廻のラグランジェ（近藤みち）

2013年
- アウトブレイク・カンパニー（ミュセル・フォアラン）
- IS 〈インフィニット・ストラトス〉2（更識簪）
- GJ部（2013年 - 2014年、皇紫音） - 2シリーズ
- 世界でいちばん強くなりたい!（鈴元千夏）
- 閃乱カグラ（2013年 - 2018年、鈴音先生〈凛〉） - 2シリーズ
- 熱風海陸ブシロード（リン）
- ハイスクールD×D シリーズ（2013年 - 2018年、オーフィス） - 3シリーズ
- フリージング ヴァイブレーション（アミリア＝エヴァンス）
- ラブライブ!（2013年 - 2014年、園田海未） - 2シリーズ

2014年
- FAIRY TAIL（2014年 - 2019年、ヒスイ・E・フィオーレ） - 2シリーズ
- フューチャーカード バディファイト（2014年 - 2018年、未門花子、如月暁、帝都クウ、女子生徒） - 5シリーズ
- 毎度!浦安鉄筋家族（大沢木小鉄、あかね、山崎民子）
- まじもじるるも（るるも）
- 魔法少女大戦（雨切レイ）
- モモキュンソード（天女隊 水花）
- 結城友奈は勇者である（2014年 - 2021年、東郷美森 / 鷲尾須美） - 3シリーズ

2015年
- コメット・ルシファー（マルヴィナ・アニアンス）
- 高宮なすのです！ 〜てーきゅうスピンオフ〜（新庄かなえ）
- DD北斗の拳2（アスカ）
- 電波教師（柊暦）
- 東京喰種トーキョーグール シリーズ（2015年 - 2018年、帆糸ロマ） - 3シリーズ
- プリパラ（セーラ）
- ランス・アンド・マスクス（アリス・クリーヴランド）

2016年
- うさかめ（新庄かなえ）
- 鬼斬（茨木童子、さくら）
- カミワザ・ワンダ（2016年 - 2017年、ミライ）
- 境界のRINNE（鈴）
- タイガーマスクW（2016年 - 2017年、高岡春奈〈スプリングタイガー〉）
- ダンガンロンパ3 -The End of 希望ヶ峰学園-（西園寺日寄子） - 1シリーズ + 特別編
- 信長の忍び（2016年 - 2018年、お市、茶々） - 3シリーズ
- 魔法少女?なりあ☆がーるず（ピンクの魔獣）
- ラクエンロジック（ロジグラフ）

2017年
- CHAOS;CHILD（有村雛絵）
- BanG Dream!（2017年 - 2019年、牛込ゆり） - 2シリーズ
- 政宗くんのリベンジ（2017年 - 2023年、藤ノ宮寧子） - 2シリーズ
- AKIBA'S TRIP -THE ANIMATION-（みうみう）
- けものフレンズ（2017年 - 2019年、キタキツネ） - 2シリーズ
- One Room（青島萌香）
- 名探偵コナン（2017年 - 2020年、サイン会の娘、小諸美奈）
- まけるな!!あくのぐんだん!（第11話ナレーション）
- ひなろじ〜from Luck & Logic〜（橘弥生）
- Wake Up, Girls! 新章（マキナX〈Vドル〉）

2018年
- 怪獣娘 〜ウルトラ怪獣擬人化計画〜（キングジョー）
- ドラえもん（テレビ朝日版第2期）（エリザベス、パンダ）
- ポプテピピック（2018年 - 2021年、ピピ美〈第10話Aパート / 再放送・リミックス版第4話Aパート〉）
- キラッとプリ☆チャン（2018年 - 2021年、白鳥アンジュ / フェニックス仮面、ハクッCHO）
- Cutie Honey Universe（ファンシーハニー）
- 少女☆歌劇 レヴュースタァライト（神楽ひかり）
- ゾイドワイルド（2018年 - 2019年、サンラータン）
- SSSS.GRIDMAN（なみこ） - 2023年に劇場総集編公開
- ひもてはうす（紐手きなみ）
- 叛逆性ミリオンアーサー（2018年 - 2019年、ボダッハ） - 2シリーズ
- でびどる!（アイラ）

2019年
- フライングベイビーズ（2019年 - 2020年、モナ） - 3シリーズ
- 聖闘士星矢 セインティア翔（小熊座のシャオリン）
- 明治東亰恋伽（樋口一葉）
- 臨死!!江古田ちゃん（江古田ちゃん〈第6話〉）
- クレヨンしんちゃん（ドーヤくん）
- 忍たま乱太郎（忍たま宇奈月）
- 可愛ければ変態でも好きになってくれますか?（沖田先生）
- まちカドまぞく（ダンゴゴン太）

2020年
- どるふろ -狂乱篇-（M1A1）
- アニ×パラ〜あなたのヒーローは誰ですか〜（高野蛍）
- おじゃる丸（テンマ）
- ヒーリングっど♥プリキュア（2020年 - 2021年、風鈴アスミ / キュアアース）

2021年
- 擾乱 THE PRINCESS OF SNOW AND BLOOD（雪村咲羽）
- 結城友奈は勇者である ちゅるっと!（東郷美森 / 鷲尾須美）
- オッドタクシー（二階堂ルイ）
- Fairy蘭丸〜あなたの心お助けします〜（亜瑠）
- 180秒で君の耳を幸せにできるか?（鏡秋水）
- プラオレ!〜PRIDE OF ORANGE〜（山中依里）

2022年
- ふしぎ駄菓子屋 銭天堂（米原百合子）
- デート・ア・ライブ シリーズ（2022年 - 2024年、MARIA） - 2シリーズ
- 5億年ボタン【公式】〜菅原そうたのショートショート〜（2022年 - 2024年、ジャイ美） / 2024年に13話、14話が放送。
- シャインポスト（祇園寺彩音）
- 陰の実力者になりたくて!（2022年 - 2023年、ガンマ / ルーナ） - 2シリーズ
- 転生したら剣でした（フラメア）

2023年
- カードファイト!! ヴァンガード will+Dress（2023年 - 2025年、ソフィー・ベル） - 3シリーズ
- もういっぽん!
- 君のことが大大大大大好きな100人の彼女（2023年 - 2025年、メイド / 銘戸芽衣） - 2シリーズ

2024年
- 最強タンクの迷宮攻略〜体力9999のレアスキル持ちタンク、勇者パーティーを追放される〜（サミミナ）

2025年
- グリザイア:ファントムトリガー（九真城恵）

### 劇場アニメ
2010年代
- 劇場版 カードファイト!! ヴァンガード ネオンメサイア（2014年、立凪コーリン）
- 劇場版gdgd妖精sっていう映画はどうかな…?（2014年、ピクピク）
- モーレツ宇宙海賊 ABYSS OF HYPERSPACE -亜空の深淵-（2014年、ベリンダ・パーシー）
- 劇場版 蒼き鋼のアルペジオ -アルス・ノヴァ- DC / Cadenza（2015年、アシガラ） - 2作品
- ラブライブ!The School Idol Movie（2015年、園田海未）
- 劇場版 探偵オペラ ミルキィホームズ〜逆襲のミルキィホームズ〜（2016年、シャーロック・シェリンフォード）
- 結城友奈は勇者部所属（2017年、東郷美森） - 3部作
- 劇場版 FAIRY TAIL -DRAGON CRY-（2017年、ヒスイ・E・フィオーレ）
- きみの声をとどけたい（2017年、矢沢紫音、矢沢朱音）

2020年代
- デジモンアドベンチャー LAST EVOLUTION 絆（2020年、武之内空）
- 少女☆歌劇 レヴュースタァライトシリーズ（2020年 - 2021年、神楽ひかり） - 2作品
- 映画 ヒーリングっど♥プリキュア ゆめのまちでキュン!っとGoGo!大変身!!（2021年、風鈴アスミ / キュアアース）
- 劇場版 BanG Dream! ぽっぴん'どりーむ!（2022年、牛込ゆり）
- 映画 オッドタクシー イン・ザ・ウッズ（2022年、二階堂ルイ）
- グリッドマン ユニバース（2023年、なみこ）
- 劇場版 Re:STARS 〜未来へ繋ぐ2つのきらぼし〜（2023年、星空カリナ）
- 映画 プリキュアオールスターズF（2023年、風鈴アスミ / キュアアース）
- 大室家（2024年、古谷向日葵） - 2作品
- 劇場版すとぷり はじまりの物語〜Strawberry School Festival!!!〜（2024年、莉犬母）
- がんばっていきまっしょい（2024年、大野舞）

### OVA
2010年
- ラブライブ!（2010年 - 2016年、園田海未） - 7作品

2011年
- T.P.さくら 時空樹防衛戦（芳乃さくら）
- BabyPrincess 3D ぱらだいす0（星花）

2012年
- 朝まで授業Chu!（鷹羽理沙） - 単行本3巻の特装版
- 輪廻のラグランジェ（2012年 - 2014年、近藤みち） - 3シリーズ

2013年
- 神様はじめました（2013年 - 2016年、桃園奈々生） - コミックス16・22 - 25巻オリジナルアニメDVD付初回限定版、公式ファンブックアニメDVD同梱版
- てーきゅう（2013年 - 2017年、新庄かなえ） - 7シリーズ

2014年
- IS 〈インフィニット・ストラトス〉 2 ワールド・パージ編（更識簪）
- ゆるゆり なちゅやちゅみ！（古谷向日葵）

2015年
- 閃乱カグラ ESTIVAL VERSUS -水着だらけの前夜祭-（鈴音先生）
- デジモンアドベンチャー tri.（2015年 - 2018年、武之内空）
- PRISM NANA THE ANIMATION（2015年 - 2016年、鷲岡至 / ヒートナナ）

2018年
- 政宗くんのリベンジ（藤ノ宮寧子） - コミックス第10巻OAD付き特装版
- 怪獣娘（黒）〜ウルトラ怪獣擬人化計画〜（キングジョー）

2019年
- ストライク・ザ・ブラッド III（シビュラ）
- まじもじるるも 完結編（るるも） - 原作第3部コミックス第9巻OAD付限定版
- ゆるゆり、（古谷向日葵）

2020年
- グリザイア:ファントムトリガー THE ANIMATION スターゲイザー（グミ）

### Webアニメ
2010年代
- 武装中学生（2011年、狩野ナナミ）
- 花のずんだ丸（2013年、ずんだ丸）
- バービー:ライフ・イン・ザ・ドリームハウス（英語: Barbie: Life in the Dreamhouse）（2015年、バービー）
- 岐阜県大垣市プロデュースアニメ（2018年 - 2021年、あん） - 5作品
- 異世界居酒屋〜古都アイテーリアの居酒屋のぶ〜（2018年、千家しのぶ）
- 火の鳥“道後温泉編”（2019年、少彦名命）
- 少女☆寸劇 オールスタァライト（2019年、神楽ひかり）
- みにゆり（2019年、古谷向日葵）

2020年代
- 暗黒家族 ワラビさん（2021年、森野ワラビ）
- みにヴぁん ら〜じ（2021年 - 2022年、立凪コーリン、女性ファンたち） - 2シリーズ
- ゲンガーになっちゃった!?（2021年、フウタ）
- Pokémon Evolutions（2021年、ブルー）
- iichiko story（2022年、三輪すずか）
- かげじつ！（2022年 - 2023年、ガンマ）
- ロマンティック・キラー（2022年、ケイト）

### ゲーム
2008年
- 桃色大戦ぱいろん（カノン・クライシス）

2010年
- 探偵オペラ ミルキィホームズ（シャーロック・シェリンフォード）

2011年
- 閃乱カグラ -少女達の真影-（凛）
- つくものがたり（紫藤弓香）
- T.P.さくら 〜タイムパラディンさくら〜（芳乃さくら）
- チョコットランド（装飾職人のキャシー、案内嬢プリム）
- ヴァイスシュヴァルツ ポータブル（河遠史緒、シャーロック・シェリンフォード）
- 魔界戦記ディスガイア4（風祭フーカ）
- 魔界戦記ディスガイア4 フーカ&デスコ編はじめました。（風祭フーカ）

2012年
- アガレスト戦記 Mariage（ファルシア）
- 君と一緒に2（長澤さゆり）
- スーパーダンガンロンパ2 さよなら絶望学園（西園寺日寄子）
- 閃乱カグラ Burst -紅蓮の少女達-（鈴音先生）
- 大疾走! ミルキィホームズ ターボ（シャーロック・シェリンフォード）
- 探偵オペラ ミルキィホームズ 2（シャーロック・シェリンフォード）
- ポヨポヨ観察日記（佐藤萌）
- ミルキィ大富豪（シャーロック・シェリンフォード）
- 恋愛リプレイ（及川優奈）

2013年
- アプリ彼女（ティオ）
- カードファイト!! ヴァンガード ライド トゥ ビクトリー!!（コーリン、シャロ）
- 神様と運命革命のパラドクス（ミザリィ〈声 - 園田海未〉）
- 閃乱カグラ SHINOVI VERSUS -少女達の証明-（凛）
- 閃乱カグラ NewWave（凛）
- ダンガンロンパ1・2 Reload（西園寺日寄子）
- ディスガイア D2（アサギ）
- 巫女の杜（因幡沙江）
- ラブライブ! スクールアイドルフェスティバル（2013年 - 2023年、園田海未）

2014年
- IS 〈インフィニット・ストラトス〉 2 イグニッション・ハーツ（更識簪）
- カードファイト!! ヴァンガード ロック オン ビクトリー!!（立凪コーリン）
- CHAOS;CHILD（有村雛絵）
- 閃乱カグラ2 -真紅-（凛）
- デート・ア・ライブ 或守インストール（或守鞠亜、或守鞠奈）
- デカ盛り 閃乱カグラ（凛）
- トイズドライブ（シャーロック・シェリンフォード）
- パズドラ バトルトーナメント -ラズール王国とマドロミドラゴン-（パトリシア・エゼル）
- 82Hブロッサム（難波かおり）
- 魔界戦記ディスガイア4 Return（風祭フーカ）
- 嫁コレ（ミュセル・フォアラン、東郷美森）
- ラブライブ! School idol paradise（園田海未）

2015年
- IS 〈インフィニット・ストラトス〉 2 ラブ アンド パージ（更識簪）
- ヴァリアントナイツ（クロエ＝ウォーカー）
- ザクセスヘブン リベリオン（月雫つむぎ）
- 聖戦ケルベロス（ピンクミューズ）
- 閃乱カグラ ESTIVAL VERSUS -少女達の選択-（凛）
- ダンガンロンパ Unlimited Battle（西園寺日寄子）
- デート・ア・ライブ Twin Edition 凜緒リンカーネイション（或守鞠亜、或守鞠奈）
- ドラゴンエッグ（タマティーナ）
- フォルティシア SEGA×LINE（トリプス、ペルシム）
- ブレイブソード×ブレイズソウル（レールガン＝タブー、ジャガーノート）
- メイデンクラフト（ニーナ＝ウィティング）
- 桃色大戦ぱいろん（シャロ）
- 結城友奈は勇者である 樹海の記憶（東郷美森 / 鷲尾須美）
- ランページ ランド ランカーズ（フローレンス・ナイチンゲール）

2016年
- アルケミアストーリー（魔王ちゃん：マイカ）
- 一血卍傑-ONLINE-（オキクルミ）
- 鬼斬 〜日本を旅するRPG〜（茨木童子）
- カミワザ・ワンダ キラキラ一番街危機一髪!（ミライ / 小日向未来）
- クロバラノワルキューレ Black Rose Valkyrie（八雲アイ）
- ゴシックは魔法乙女 〜さっさと契約しなさい！〜（2016年 - 2019年、ラナンの友人 サツキ、シャロ、キングジョー）
- 戦の海賊（アシガラ）
- プリシラと魔法の本（クロノ）
- 編隊少女 -フォーメーションガールズ-（エミリア・ユンカース）
- 魔法陣少女 ノブナガサーガ（ナポレオン）
- りっく☆じあ〜す（60式自走106mm無反動砲）
- World of Warships（アシガラ）
- ワールド オブ ファイナルファンタジー（クイーンアチョ）

2017年
- BTOOOM！ オンライン（ヒミコ）
- エンドライド -X fragments-（カラス）
- 閃乱カグラ PEACH BEACH SPLASH（凛、Miss R）
- CHAOS;CHILD らぶchu☆chu!!（有村雛絵）
- ブラックローズサスペクツ（宋 リラン）
- バンドリ！ガールズバンドパーティ！（牛込ゆり）
- 黒騎士と白の魔王（ナンナ）
- 結城友奈は勇者である 花結いのきらめき（2017年 - 2022年、東郷美森 / 鷲尾須美）
- グリザイア:ファントムトリガー Vol.3・4（九真城恵） - 2作品
- ストラステラ（ラビー）
- マギアレコード 魔法少女まどか☆マギカ外伝（2017年 - 2022年、春名このみ）
- 妖怪百姫たん!（アサギ）
- IS 〈インフィニット・ストラトス〉 アーキタイプ・ブレイカー（更識簪）
- きららファンタジア（マッチ）
- デスティニーチャイルド（クランプス）

2018年
- ヴァルキリーアナトミア -ジ・オリジン-（イリサ）
- 閃乱カグラ Burst Re:Newal（鈴音先生）
- ゆりなつ-民宿かがや-（加賀谷葉）
- モン娘☆は〜れむ（キングジョー）
- ドールズオーダー（ベディヴィエール）
- ぷちぐるラブライブ!（園田海未）
- ドラゴンクエストライバルズ（バーバラ）
- LORD of VERMILION IV（東郷美森）
- ドールズフロントライン（92式、M1A1）
- サガ スカーレット グレイス 緋色の野望（マリオン）
- 無双OROCHI 3（アテナ）
- サファイア・スフィア 〜蒼き境界〜（ニア）
- ラストグノウシア（ナレーション）
- カンフー娘（酔拳里美）
- ゲシュタルト・オーディン（三条アオイ）
- 少女☆歌劇 レヴュースタァライト -Re LIVE-（2018年 - 2024年、神楽ひかり、シャーロック・シェリンフォード）
- プレカトゥスの天秤（エルマ・コルネリウス）
- 叛逆性ミリオンアーサー（ボダッハ）
- ホップステップジャンパーズ（ウズメ）
- キラッとプリ☆チャン（アンジュ）

2019年
- シノビマスター 閃乱カグラ NEW LINK（凛）
- 魔界戦記ディスガイアRPG（フーカ）
- 刀使ノ巫女 刻みし一閃の燈火（神楽ひかり）
- maimai でらっくす（でらっくま）
- グランブルーファンタジー（2019年 - 2024年、ガレヲン〈ヒト〉、園田海未）
- ラブライブ！スクールアイドルフェスティバル ALL STARS（2019年 - 2023年、園田海未）
- ヴァンガード ZERO（コーリン）

2020年
- メルヘン・オブ・ライト〜モロガミ放置RPG〜（芽美）
- レッド：プライドオブエデン（グローリア）
- 三国英雄たちの夜明け（孫尚香、小喬、貂蝉）
- デート・ア・ライブ 蓮ディストピア（或守鞠亜、或守鞠奈）
- 真・女神転生III NOCTURNE HD REMASTER（高尾祐子 / アラディア、喪服の淑女）
- グリザイア クロノスリベリオン（2020年 - 2023年、九真城恵） - 2作品

2021年
- テラクラシック（エリシャ・クベル）
- アイドルエンジェルス 〜Aegis of Fate〜（イズン、聖夜の天使）
- 天華百剣 -斬-（東郷美森）
- ラブライブ!スクールアイドルフェスティバル 〜after school ACTIVITY〜 わいわい!Home Meeting!!（園田海未）
- ポケモンマスターズEX（2021年 - 2025年、ミヅキ）
- 白猫プロジェクト（ノクタリカ）
- 世界革命RPG ロードオブヒーローズ（ロード〈女〉）
- PUBG Mobile（ボイスカード 三森すずこA）
- カウンター・アームズ（74式戦車、シャーマン ファイアフライ）
- シャイニングニキ（アフィディア）
- 二ノ国：Cross Worlds（クロエ）
- 白夜極光（カフカ、ミカエル）
- フォーセイクンワールド：神魔転生（魔術師 ランシア）
- METALLIC CHILD（アイリーン）
- 原神（珊瑚宮心海）
- モナーク/Monark（神宮ソラ）
- アズールレーン（なみこ）
- 彼女、お借りします ヒロインオールスターズ（倉本麗香）

2022年
- セブンスフィア（李世民）
- モンスターストライク（2022年 - 2023年、ポラリス、ガンマ）
- アークナイツ（ファートゥース）
- シャイニングニキ（アフィディア）
- ナナリズムダッシュ（キタキツネ）
- even if TEMPEST 宵闇にかく語りき魔女（マヤ・カークランド）
- エターナルツリー（ベロニカ、カミーラ）
- 勝利の女神:NIKKE（ラプンツェル）
- 陰の実力者になりたくて！マスターオブガーデン（2022年 - 2024年、ガンマ）

2023年
- エロイカ（フローレンス）
- ラブライブ! スクールアイドルフェスティバル2 MIRACLE LIVE!（2023年 - 2024年、園田海未）
- キュービックスターズ（ポラリス）
- ファイアーエムブレム ヒーローズ（2023年 - 2024年、グルヴェイグ、ヘイズ）
- みんなで早押しクイズ（上鶴ツグネ）

2024年
- De:Lithe Last Memories（天空寺メグミ）
- 少女☆歌劇 レヴュースタァライト 舞台奏像劇 遙かなるエルドラド（神楽ひかり）
- 聖剣伝説 VISIONS of MANA（マナの女神）
- エーテルゲイザー（陵光）

### ドラマCD
2010年
- 亡き少女の為のパヴァーヌ（島原ミネ）

2011年
- ラブライブ!シリーズ（2011年 - 2014年、園田海未）
- つくものがたり ドラマCD 少女がたり（紫藤弓香）
- 魔界戦記ディスガイア4 ドラマCD（風祭フーカ）

2012年
- 蒼い世界の中心で（ネル）
- 神様はじめました ドキドキ温泉旅行 / 巴衛の告白 / 神と神使の契約 / 鬼神と野狐の戯れ / 神様、鞍馬山へいく 前後編（2012年 - 2014年、桃園奈々生）
- 人狼 - Chaotic Time -（メイフィア・グレンデル）
- てーきゅう（2012年 - 2013年、新庄かなえ） - 2作品
- トリニティセブン 7人の魔書使い（山奈ミラ）
- ゆるゆり さくひま放送 ON AIR!（古谷向日葵）※コミックス第9巻ドラマCD付き限定版に同梱
- 輪廻のラグランジェ season2 キャラクターCD Vol.1 - 2（近藤みち）

2013年
- 神狩デモンズトリガー ドラマCD（主任）
- スーパーダンガンロンパ2 アナザーストーリーCD 赤版（西園寺日寄子）

2014年
- IS 〈インフィニット・ストラトス〉 オリジナルドラマシリーズ Vol.6 feat.更識簪（更識簪）
- IS 〈インフィニット・ストラトス〉 オリジナルボイスドラマ feat. インフィニット・ラバーズ（更識簪）
- 逆転裁判 ドラマCD「逆転のコンビネーション」（宇鷺ミウ）
- スーパーヒロイン学園（熊瀬川リン/ラブリーテディ）

2015年
- CHAOS;CHILDドラマCD「間に合わぬ愚者の微睡-Fools」（有村雛絵）

2016年
- 編隊少女ドラマCD「ジャパニーズ・飲みニケーション？」（エミリア・ユンカース）

2017年
- 逆転裁判ドラマCD「逆転のコンビネーション」（宇鷺ミウ）
- タイガーマスク W × 湘南乃風 オリジナルシナリオドラマCD（高岡春奈）
- ラスボスの向こう側（ユーフィリア）

2018年
- 王子様には毒がある。（さやか） - コミック第7巻ドラマCD付き特装版

### オーディオドラマ
- ひなろじ〜from Luck & Logic〜 soloeteボイスアクリルキーホルダー（2017年、橘弥生）
- SSSS.GRIDMAN ボイスドラマ（2018年、なみこ）
- 魔弾の王と凍漣の雪姫 小説第7巻特装版購入特典DLシリアルコードオーディオドラマ（2021年、ミリッツァ＝グリンカ[329]）
- ねこぐらし。3〜ブリショ猫娘の豊満な癒し〜（2021年、ブリショ猫）
- 180秒で君の耳を幸せにできるか?（2021年、鏡秋水）
  - アキミズちゃんのはじめて耳かき♪
  - ボッチな2人で炭酸耳かきスペシャル！
  - アキミズちゃんのふんわかクリーム耳マッサージフルコース♪
  - 耳かきハーレムであまあまちゅっちゅご奉仕

### デジタルコミック
- 神様にスカウトされて異世界にやって来ました。―家電魔法で快適ライフ―【コミック版】（2021年、キョロちゃん[330]）

### 吹き替え

#### 映画
- チェンナイ・エクスプレス 〜愛と勇気のヒーロー参上〜（2017年、ミーナ[331]）※ファミリー劇場版
- でっかくなっちゃった赤い子犬 僕はクリフォード（2022年、オーウェン〈アイザック・ワン〉[332]）
- あなたがここにいてほしい（2022年、リン・イーヤオ〈チャン・ジンイー〉[333]）
- イレイザー: リボーン（2022年、リナ・キムラ〈ジャッキー・ライ〉[334]）
- ブルー きみは大丈夫（2024年、ブロッサム[335]）

#### ドラマ
- ジーニアス:ピカソ（2018年、フェルナンド・オリビエ〈アシュリング・フランチオージ〉）
- MANIFEST/マニフェスト（2019年、ミカエラ・ストーン〈メリッサ・ロクスバーグ〉[336]）
- 私の国（2020年、ハン・ヒジェ〈ソリョン〉[337]）

#### アニメ
- マイリトルポニー〜トモダチは魔法〜（2013年 - 2014年、ピンキーパイ、ミモリン〈ミニコーナーに本人役で出演〉[338][339]）
- マイリトルポニー: エクエストリア・ガールズ（2015年、ピンキーパイ）
- マイリトルポニー・ガールズ: 虹の冒険（2015年、ピンキーパイ、モードパイ）
- マイリトルポニー: エクエストリア・ガールズ - フレンドシップ・ゲーム（2015年、ピンキーパイ、シュガーコート）
- バービー: ライフ・イン・ザ・ドリームハウス（2015年、バービー）
- アングリーバード（2016年、ステラ[340]）
- マイリトルポニー: エクエストリア・ガールズ - エバーフリーの伝説（2017年、ピンキーパイ）
- ドラゴンズドグマ（2020年、サライ[341]）
- ナタ転生（2021年）
- 白蛇: 縁起（2021年、白[342]）
- フェ〜レンザイ -神さまの日常-（2023年、ダッキ[343]）

### 特撮
- ファイヤーレオン（2013年 - 2014年、草柳ユウ）
- ウルトラマンジード（2017年、レム[344]〈声 / 人間態〉）
- 劇場版 ウルトラマンジード つなぐぜ! 願い!!（2018年、レムの声[345]）
- ひみつ×戦士 ファントミラージュ!（2019年、白鳥アンジュの声）
- ウルトラギャラクシーファイト 大いなる陰謀（2020年 - 2021年、ウルトラウーマンマリー / ウルトラの母の声[346]）
- ウルトラギャラクシーファイト 運命の衝突（2021年 - 2022年、ウルトラの母の声）

### ラジオ
※はインターネット配信。
- ミルキィホームズ 探偵学院放送室（2009年 - 2010年、HiBiKi Radio Station※）[9]
- 亡き少女の為のパルランド（2010年、HiBiKi Radio Station※）[9]
- 響&IOSYSプレゼンツ『居酒屋 天下無双!』（2010年- 2011年、HiBiKi Radio Station※）[9]
- ミルキィホームズ 探偵学院放送室2（2010年 - 2011年、ラジオ大阪）[9]
- つくものがたり〜あやかし放送局〜（2010年 - 2011年、HiBiKi Radio Station※）[9]
- 日本一RADIO（2010年 - 2018年、HiBiKi Radio Station※）[9]
- ラジオT.P.さくら 風見学園初等部放送委員会（2010年 - 2011年、HiBiKi Radio Station※）[9]
- ミルキィホームズ 探偵学院放送室3（2011年、HiBiKi Radio Station※）[9]
- ミルキィホームズ 探偵学院放送室4（2012年、HiBiKi Radio Station※）[9]
- ラジオミルキィホームズ〜姫ちゃん&ゆかいな仲間たち〜（2012年、HiBiKi Radio Station※）[347]
- BTOOOM!ラジオ!（2012年 - 2013年、HiBiKi Radio Station※）[348]
- 蒼い世界の隅っこで（2012年 - 2013年、HiBiKi Radio Station※）[349]
- ミルキィホームズ 探偵学院放送室ターボ（2013年、HiBiKi Radio Station※）[350]
- ラジオ ふたりはミルキィホームズ（2013年、HiBiKi Radio Station※）[351]
- アウトブレイク・カンパニー OBCラジオ（2013年 - 2014年、ラジオ大阪）[352]
- RADIO IS II（2013年、超!A&G+※、ランティスウェブラジオ※）[353]
- ミルキィホームズ・アワー（2014年、HiBiKi Radio Station※）[354]
- 三森すずこと遠藤ゆりかの「まじもじラジオ」（2014年、HiBiKi Radio Station※）[355]
- ミルラジ（2015年 - 2017年、HiBiKi Radio Station※）[356]
- ゆうがたパラダイス「三森すずことアニソンパラダイス」（2016年 - 2021年、NHK-FM）火曜日パーソナリティ
- 三森すずこのAこえ（2017年 - 2018年、AbemaTV※）[357]
- ゾイドワイルド〜本能解放ラジオ〜（2018年、MBSラジオ）
- あにげっちゅ（2021年 - 2022年、NHKラジオ第1）

### テレビドラマ
- すみれの花咲く頃（2007年1月8日、NHK-BShi、NHK総合）生徒 役[9][358]
- STAND UP!ヴァンガード（2012年5月3日、テレビ東京）加賀美マリア 役[359][360]
- よってこ てんてこ め江戸かふぇ（2013年1月、サンテレビ他）もえ / もえ姫 役

### その他のテレビ番組
- 永遠の音楽 珠玉の映画音楽大全集（2006年8月6日・11日、NHK-BS2）ダンス出演[9][358]
- きよしとこの夜（2007年5月3日・10月18日、NHK総合）ダンス出演[9][358]
- 超!アニメ天国（2010年4月 - 12月、KBS京都、テレビ神奈川）[9][358]
- ヴァンガ道（2011年10月2日 - 2012年3月25日、2013年4月6日 - 12月28日、テレビ東京）
- TOKYO「萌」探偵（2011年11月3日 - 2012年7月26日、TOKYO MX）
- ブシロードTCG情報局（2012年4月 - 2013年3月、BS11、TOKYO MX）メインMC
- イクシオン サーガ DT×神様はじめました 秋アニメ直前スペシャル!!（2012年9月24日、テレビ東京 他）[注 2]
- みるみるミルキィ（2014年10月4日 - 2015年6月27日、TOKYO MX）
- アニメマシテ（2015年6月15日・6月22日、テレビ東京）MC
- あいつ今何してる?（2015年10月11日 - 2021年9月22日、テレビ朝日）ナレーション（不定期）
- MUSIC JAPAN（2015年10月26日、NHK総合）
- 夢の紅白歌合戦 2015（2015年12月29日、NHK総合）ナレーション[361]
- MUSIC FAIR（2018年6月9日・2019年3月2日、フジテレビ）[362]
- かまいガチ（2021年4月2日、テレビ朝日）ナレーション
- やぶからディッシュ〜いま一番食べたい一皿食べに行きませんか？〜（2022年4月8日・7月3日、ABCテレビ）ナレーション

### CM
☆は、実写出演
- シオノギヘルスケア「パイロンPLシリーズ」 ☆ ※公式Webサイトや交通広告等のモデルとしても起用[363]
  - パイロンPL顆粒 「NewArrival」篇
  - パイロンPL顆粒 「NewArrival」篇B
  - パイロンPLシリーズ 「二つの力」篇
- タウンワーク「アプリ開発者篇」AIの声[364]
- ハウス食品「火鍋房」☆（TAP）[9][358]
- 学校法人・専門学校HAL[365]
- ブシロード
  - カードゲームイメージアニメCM「学校編」女の子 役[9]
  - カードゲームイメージアニメCM「学校編2」女の子 役[9]
  - ブシロード カードゲームイメージアニメCM「新妻編」
  - ブシロード カードゲームイメージアニメCM「海水浴編」
  - ブシロードアニメCM カードゲームしよ子シリーズ第4弾「お花見編」しよ子 役[366]
  - ブシロードアニメCM カードゲームしよ子シリーズ第5弾「雪山編」しよ子 役[367]
  - カードゲームイメージアニメCM「声優オーディション募集」[9]
  - マイリトルポニー 「ストーリーパック」「ポニーウェディング ブライダルフレンズ」 ☆
  - ラブライブ!スクールアイドルフェスティバル
  - ブシモ「恋愛リプレイ」 ☆[368]
- 松山バレエ「The Japan balletスクールパフォーマンス」 ☆[9][358]
- 丸永製菓 白くまコラボCM
- ローソン
  - 「ごちろう。」店内放送[369]
  - 「サンドイッチ革命」[370]
- クラシエ
  - 「なんか聞こえる？」篇
  - 「先輩の葛藤」篇[371]

### 舞台
- ミー・アンド・マイガール（2006年6月2日 - 26日、帝国劇場）[9][358]
- Mr.PINSTRIPE（2006年11月）[9][358]
- 君に捧げる歌 a song for you（2007年11月）野田詩織 役[9][358][372]
- 妊娠させて！（2008年2月）[9][358]
- ルドルフ 〜ザ・ラスト・キス〜（2008年5月 - 6月）ハンナ 役[9][358]
- ミッキーのドリームカンパニー（2009年）主演・マーガレット 役（彩橋みゆとダブルキャスト）
- クリスマス・キャロル（2010年12月22日 - 26日、博品館劇場）パティ 役[9][373]
- 舞台「カードファイト!! ヴァンガード」〜バーチャル・ステージ〜（2016年1月5日 - 11日、AiiA 2.5 Theater Tokyo）立凪コーリン 役[374]
  - 舞台「カードファイト!! ヴァンガード」〜バーチャル・ステージ〜リンクジョーカー編（2017年4月1日 - 9日、AiiA 2.5 Theater Tokyo）立凪コーリン 役[375]
- まじかるすいーとプリズム・ナナ ザ・スターリーステージ（2017年9月13日 - 17日、サンシャイン劇場）ナレーション[376]
- 少女☆歌劇 レヴュースタァライト -The LIVE- #1（2017年9月22日 - 24日、AiiA 2.5 Theater Tokyo）主演・神楽ひかり 役[121]
  - 少女☆歌劇 レヴュースタァライト -The LIVE- #1 revival（2018年1月6日 - 8日、AiiA 2.5 Theater Tokyo）主演・神楽ひかり 役
  - 少女☆歌劇 レヴュースタァライト -The LIVE- #2 Transition（2018年10月13日 - 21日、天王洲銀河劇場）主演・神楽ひかり 役
  - 少女☆歌劇 レヴュースタァライト -The LIVE- #2 revival（2019年7月12日 - 15日、舞浜アンフィシアター）主演・神楽ひかり 役
  - -The LIVE ONLINE-（2020年7月12日、オンライン配信）主演・神楽ひかり 役
  - -The LIVE- #3 Growth（2021年7月23日 - 8月1日、品川プリンスホテル ステラボール）主演・神楽ひかり 役
  - -The LIVE- #4 Climax（2023年2月25日 - 28日、東京建物 Brillia HALL）主演・神楽ひかり 役
- SHOW HOUSE『GEM CLUB II』（2018年3月16日 - 18日、シアター1010 / 3月24日 - 4月5日、シアタークリエ / 4月14日・15日、サンケイホールブリーゼ）※Wキャスト[377]
- 恋を読む「ぼくは明日、昨日のきみとデートする」（2019年3月12日、オルタナティブシアター）
- ミュージカル「ウエスト・サイド・ストーリー」Season1（2019年11月6日 - 2020年1月13日、IHIステージアラウンド東京）アニータ 役[378]
- マスクプレイミュージカル「ヒーリングっど♥プリキュア ドリームステージ」（2020年8月 - ）風鈴アスミ / キュアアース 役（声の出演）
- 詠唱劇「新本格魔法少女りすか」 第二話『影あるところに光あれ。』act.1（2020年11月17日、配信）水倉りすか 役[379]
- 擾乱 THE PRINCESS OF SNOW AND BLOOD〜陽いづる雪月花編〜（2021年10月28日 - 11月7日）雪村咲羽 役[137]

### インターネットテレビ
- ミルキィホームズ 探偵! ナイトスクール（2010年9月28日・10月12日）[380][381]
- ラブライ部 ニコ生課外活動 〜ことほのうみ〜（2011年）[382]

### パチンコ・パチスロ
- パチスロ IS＜インフィニット・ストラトス＞（更識簪）
- 乙女魂〜光と無月〜（天上無月[383]）
- まじかるすいーと プリズム・ナナ（鷲岡至）
- まじかるすいーとプリズム・ナナA（鷲岡至）
- パチスロ 探偵歌劇 ミルキィホームズ TD 消えた7と奇跡の歌（シャーロック・シェリンフォード[384]）
- パチスロ プリシラと魔法の本（クロノ[385]）
- CRモモキュンソード〜星と黄金の太刀〜（水花[386]）
- パチンコCR閃乱カグラ（鈴音先生）
- CR世界でいちばん強くなりたい!（鈴元千夏[387]）
- 結城友奈は勇者である（東郷美森）
- L少女☆歌劇 レヴュースタァライト -The SLOT-（神楽ひかり[388]）
- P少女☆歌劇 レヴュースタァライト ラッキートリガー4500（神楽ひかり[389]）

### 玩具
- ウルトラマンジード ウルトラレプリカ ジードライザー（2024年10月）

### その他コンテンツ
- みみふく「恋しTEL」（2011年[9]、本条千沙）
- MAPLUS+ MAPLUSアーカイブス（2014年）[390]
- 東京都・東京観光財団「ウェルカムTokyoイベント」ウェルカムTokyoサポーター（2020年予定）[391]
- 全国銀行協会「マネーの音本」（2022年）朗読[392]
- poiq（2022年、アリス）
- DMM TV（2023年、番宣ナレーション〈3代目〉[393]）

## ディスコグラフィ

### シングル
|            | 発売日         | タイトル                   | 規格品番  | 規格品番   | 規格品番   | オリコン 最高位 |
| 初回限定盤 | 発売日         | タイトル                   | 通常盤    | きゃにめ盤 |            | オリコン 最高位 |
| ---------- | -------------- | -------------------------- | --------- | ---------- | ---------- | --------------- |
| 1st        | 2013年4月3日   | 会いたいよ...会いたいよ！  | PCCG-1342 | PCCG-70179 |            | 10位            |
| 2nd        | 2013年7月3日   | 約束してよ？一緒だよ！     | PCCG-1357 | PCCG-70188 | 12位       |                 |
| 3rd        | 2013年10月23日 | ユニバーページ             | PCCG-1371 | PCCG-70195 | 5位        |                 |
| 4th        | 2014年8月6日   | せいいっぱい、つたえたい！ | PCCG-1413 | PCCG-70217 | 11位       |                 |
| 5th        | 2015年10月21日 | Light for Knight           | PCCG-1491 | PCCG-70203 | 6位        |                 |
| 6th        | 2016年5月25日  | Xenotopia                  | PCCG-1521 | PCCG-70316 | 8位        |                 |
| 7th        | 2017年4月12日  | サキワフハナ               | PCCG-1576 | PCCG-70361 | 7位        |                 |
| 8th        | 2017年10月11日 | エガオノキミへ             | PCCG-1623 | PCCG-70406 | 4位        |                 |
| 9th        | 2019年12月4日  | チャンス!/ゆうがた         | PCCG-1837 | PCCG-1838  | SCCG-00044 | 13位            |

| 発売日        | タイトル                           | 販売形態                                                               | 規格品番   |
| ------------- | ---------------------------------- | ---------------------------------------------------------------------- | ---------- |
| 2014年2月5日  | グローリー！                       | きゃにめ.jp限定CD デジタル・ダウンロード                               | SCCG-00001 |
| 2014年9月10日 | ハーモニア                         | きゃにめ.jp限定CD デジタル・ダウンロード                               | SCCG-70001 |
| 2015年12月9日 | ハッピーハッピークリスマス         | きゃにめ.jp限定CD デジタル・ダウンロード                               | SCCG-00007 |
| 2018年7月18日 | 夢飛行                             | ウルトラマンショップ、ウルフェス会場 ライブ会場、きゃにめ.jpのみで販売 | BRCG-00059 |
| 2018年9月21日 | 革命のマスカレード 無双OROCHI ver. | デジタル・ダウンロード                                                 | PCSP-02506 |
| 2021年4月7日  | シュガーレス・キッス               | 配信                                                                   | PCSP-03504 |
| 2021年6月16日 | シュガーレス・キッス               | きゃにめ限定CD                                                         | SCCG-00078 |
| 2023年8月2日  | PINK♡BABY♡KISS♡                    | きゃにめ.jp限定CD デジタル・ダウンロード                               | SCCG-00145 |

### アルバム
|            | 発売日        | タイトル         | 規格品番    | 規格品番  | 規格品番  | オリコン 最高位 |
| BD付初回盤 | 発売日        | タイトル         | DVD付初回盤 | 通常盤    |           | オリコン 最高位 |
| ---------- | ------------- | ---------------- | ----------- | --------- | --------- | --------------- |
| 1st        | 2014年4月2日  | 好きっ           | PCCG-1388   | PCCG-1389 | PCCG-1390 | 9位             |
| 2nd        | 2015年4月8日  | Fantasic Funfair | PCCG-1466   | PCCG-1467 | PCCG-1468 | 5位             |
| 3rd        | 2016年9月7日  | Toyful Basket    | PCCG-1543   | PCCG-1544 | PCCG-1545 | 6位             |
| 4th        | 2018年6月27日 | tone.            | PCCG-1697   | PCCG-1698 | PCCG-1699 | 17位            |
| ミニ       | 2019年2月20日 | holiday mode     | PCCG-1737   | PCCG-1738 | PCCG-1739 | 16位            |

### ベストアルバム
|            | 発売日       | タイトル | 規格品番  | 規格品番  | オリコン 最高位 |
| きゃにめ盤 | 発売日       | タイトル | 通常盤    |           | オリコン 最高位 |
| ---------- | ------------ | -------- | --------- | --------- | --------------- |
| 1st        | 2023年4月5日 | RPB      | SCCG-0126 | PCCG-2230 | 22位            |

### タイアップ曲
| 楽曲                               | タイアップ                                                                          | 時期   |
| ---------------------------------- | ----------------------------------------------------------------------------------- | ------ |
| ミライスタート                     | テレビアニメ『マイリトルポニー〜トモダチは魔法〜』オープニングテーマ                | 2013年 |
| ユニバーページ                     | テレビアニメ『アウトブレイク・カンパニー』オープニングテーマ                        | 2013年 |
| グローリー！                       | テレビアニメ『ダイヤのA』エンディングテーマ                                         | 2014年 |
| 夢見る！信じる！未来叶えて！       | テレビアニメ『マイリトルポニー〜トモダチは魔法〜』オープニングテーマ                | 2014年 |
| せいいっぱい、つたえたい！         | テレビアニメ『まじもじるるも』オープニングテーマ                                    | 2014年 |
| ハーモニア                         | アニメ映画『劇場版 カードファイト!! ヴァンガード ネオンメサイア』エンディングテーマ | 2014年 |
| Light for Knight                   | テレビアニメ『ランス・アンド・マスクス』オープニングテーマ                          | 2015年 |
| Xenotopia                          | テレビアニメ『聖戦ケルベロス 竜刻のファタリテ』エンディングテーマ                   | 2016年 |
| FUTURE IS MINE                     | 日本テレビ系情報番組『PON!』8月度エンディングテーマ                                 | 2016年 |
| サキワフハナ                       | アニメ『結城友奈は勇者である -鷲尾須美の章-』先行上映版オープニングテーマ           | 2017年 |
| エガオノキミへ                     | アニメ『結城友奈は勇者である -鷲尾須美の章-』テレビ版オープニングテーマ             | 2017年 |
| 夢飛行                             | 特撮ドラマ『ウルトラマンR/B』エンディングテーマ                                     | 2018年 |
| 革命のマスカレード 無双OROCHI ver. | ゲーム『無双OROCHI 3』テーマソング                                                  | 2018年 |
| チャンス！                         | テレビアニメ『ダイヤのA actII』エンディングテーマ                                   | 2019年 |
| シュガーレス・キッス               | テレビアニメ『オッドタクシー』エンディングテーマ                                    | 2021年 |

### 映像作品
|                    | 発売日             | タイトル                                                           | 規格品番                                  | 規格品番           |
| BD                 | 発売日             | タイトル                                                           | DVD                                       |                    |
| ミュージックビデオ | ミュージックビデオ | ミュージックビデオ                                                 | ミュージックビデオ                        | ミュージックビデオ |
| ------------------ | ------------------ | ------------------------------------------------------------------ | ----------------------------------------- | ------------------ |
| 1st                | 2023年4月5日       | Mimori Suzuko Music Video Collection                               | PCXP-50947                                |                    |
| ライブビデオ       |                    |                                                                    |                                           |                    |
| 1st                | 2014年11月26日     | 三森すずこ LIVE TOUR 2014『大好きっ』                              | PCXP-50249                                | PCBP-52306         |
| 2nd                | 2015年11月25日     | 三森すずこ 2nd LIVE 2015『Fun!Fun!Fantasic Funfair!』              | PCXP-50358                                | PCBP-52384         |
| 3rd                | 2017年3月15日      | MIMORI SUZUKO LIVE TOUR 2016 “GRAND REVUE” FINAL at NIPPON BUDOKAN | PCXP-50458（初回版） PCXP-50459（通常版） | PCBP-53317         |
| 4th                | 2017年12月20日     | Mimori Suzuko Live 2017『Tropical Paradise』                       | PCXP-50468                                | PCBP-53322         |
| 5th                | 2018年11月28日     | MIMORI SUZUKO 5th Anniversary LIVE「five tones」                   | PCXP-50608                                | PCBP-53764         |
| 6th                | 2020年8月26日      | Mimori Suzuko Live 2020「mimokokoromo」                            | PCXP-50786                                | PCBP-54276         |
| バラエティビデオ   |                    |                                                                    |                                           |                    |
| 1st                | 2013年8月7日       | みもりんといっしょ!〜カムオン ベトナム〜                           | PCXP-50158                                | PCBP-52255         |
| 2nd                | 2016年3月16日      | みもりんのはるやすみ&なつやすみ                                    |                                           | SCBP-00026         |
| 3rd                | 2018年2月7日       | みもりんのなつやすみ シーズン2                                     | SCBP-00032                                |                    |

### 歌手参加楽曲
| 発売日         | タイトル                                            | 歌 | 楽曲                                           | 備考                                                             |
| -------------- | --------------------------------------------------- | --- | ---------------------------------------------- | ---------------------------------------------------------------- |
| 2011年8月22    | 「ビックリマン漢熟覇王 三位動乱戦創紀」テーマソング | 三森すずこ | 「漢字&熟語は摩訶不思議」                      | ゲーム『ビックリマン漢熟覇王 三位動乱戦創紀』テーマソング        |
| 2011年3月9日   | ラストエンゲージ                                    | 三森すずこ | 「カナリア航海」                               | ゲーム『魔界戦記ディスガイア4』エンディングテーマ                |
| 2012年6月29日  | shiny steps!!                                       | 三森すずこ、寺川愛美 | 「shiny steps!!」                              | ゲーム『D.C.III 〜ダ・カーポIII〜』オープニングテーマ            |
| 2012年6月29日  | shiny steps!!                                       | 三森すずこ、寺川愛美 | 「Limits of the Sea」                          |                                                                  |
| 2012年10月17日 | 有形世界リコンストラクション                        | 三森すずこ | 「ストロボラスト」                             | アプリ『REFLEC BEAT plus』関連曲                                 |
| 2014年5月13日  | ONENESS                                             | アイドルマスター、藍井エイル、アフィリア・サーガ、angela、いとうかなこ、Wake Up, Girls!、小野賢章、OLDCODEX、喜多村英梨、栗林みな実、GRANRODEO、黒崎真音、ZAQ、JAM Project、sweet ARMS、鈴木このみ、STAR☆ANIS、谷本貴義、田村ゆかり、茅原実里、T.M.Revolution、仲谷明香、流田Project、橋本仁、fhána、FLOW、petit milady、堀江由衣、三澤紗千香、水樹奈々、三森すずこ、宮野真守、μ's、May'n、ゆいかおり、悠木碧、吉田仁美、LiSA、和田光司 | 「ONENESS」                                    | ライブイベント『Animelo Summer Live 2014 -ONENESS-』テーマソング |
| 2014年9月3日   | と                                                  | livetune adding 三森すずこ | 「High And Loud」                              | 専門学校『HAL』2014年度TVCMソング                                |
| 2016年4月8日   | PASSION RIDERS                                      | 相坂優歌、藍井エイル、蒼井翔太、every♥ing!、大橋彩香、GRANRODEO、黒崎真音、SCREEN mode、鈴木このみ、早見沙織、三森すずこ、LiSA | 「PASSION RIDERS」                             | ライブイベント『Animelo Summer Live 2016 刻 -TOKI-』テーマソング |
| 2017年10月25日 | 翼を持つ者 〜Not an angel Just a dreamer〜          | i☆Ris、井上あずみ、Wake Up, Girls!、内田真礼、串田アキラ、GRANRODEO、ささきいさお、下野紘、JAM Project、鈴木このみ、鈴村健一、竹達彩奈、茅原実里、TRUE、豊永利行、中川翔子、羽多野渉、堀江美都子、水木一郎、Minami、三森すずこ、May'n、米倉千尋 | 「翼を持つ者 〜Not an angel Just a dreamer〜」 | 日本動画協会「アニメNEXT_100」プロジェクト公式ソング             |
| 2019年5月17日  | CROSSING STORIES                                    | 亜咲花、石原夏織、伊藤美来、オーイシマサヨシ、大橋彩香、ZAQ、JUNNA、鈴木このみ、スフィア、TRUE、towana（fhána）、畠中祐、幹葉（スピラ・スピカ）、三森すずこ | 「CROSSING STORIES」                           | ライブイベント『Animelo Summer Live 2019 -STORY-』テーマソング   |
| 2019年5月17日  | CROSSING STORIES                                    | 奥井雅美、Minami、ZAQ、TRUE、三森すずこ、オーイシマサヨシ、鈴木このみ、仲村宗悟 | 「ONENESS (15th Stories)」                     | ライブイベント『Animelo Summer Live 2019 -STORY-』関連曲         |
| 2021年6月16日  | bouquet                                             | toku feat. 三森すずこ | 「君影草」                                     |                                                                  |
| 2023年4月26日  | CrosSing Collection vol.2                           | 三森すずこ | 「secret base〜君がくれたもの〜」              | 『CrosSing - Music＆Voice-』関連曲                               |

### キャラクターソング
| 発売日   | 商品名 | 歌 | 楽曲 | 備考                                                                                     |
| 2011年   | 2011年 | 2011年 | 2011年 | 2011年                                                                                   |
| -------- | --- | --- | --- | ---------------------------------------------------------------------------------------- |
| 7月27日  | 知らないLove*教えてLove                                                                                             | lily white | 「知らないLove*教えてLove」 「あ・の・ね・が・ん・ば・れ！」 | 『ラブライブ！』関連曲                                                                   |
| 7月27日  | ぎゅっとBABY☆愛なんだBABY                                                                                           | 蛍（内田彩）、氷柱（藤田咲）、星花（三森すずこ） | 「ぎゅっとBABY☆愛なんだBABY」 | OVA『Baby Princess 3Dぱらだいす0』オープニングテーマ                                     |
| 7月27日  | ぎゅっとBABY☆愛なんだBABY                                                                                           | 蛍（内田彩）、氷柱（藤田咲）、星花（三森すずこ） | 「MELODY」 | OVA『Baby Princess 3Dぱらだいす0』関連曲                                                 |
| 9月10日  | ふたりはトモダチ/ミルキィウェイであいましょう                                                                       | シャーロック・シェリンフォード（三森すずこ）、譲崎ネロ（徳井青空） | 「ふたりはトモダチ」 | 『Project MILKY HOLMES』関連曲                                                           |
| 9月21日  | ゆるゆりのうたシリーズ♪06 Day by day                                                                                | 古谷向日葵（三森すずこ） | 「Day by day」 「お願い Catch me」 | テレビアニメ『ゆるゆり』関連曲                                                           |
| 11月23日 | 海色少女に魅せられて                                                                                                | 園田海未（三森すずこ） | 「私たちは未来の花」 「僕らのLIVE 君とのLIFE」 「友情ノーチェンジ」 「Snow halation」 「baby maybe 恋のボタン」 「知らないLove*教えてLove」 「あ・の・ね・が・ん・ば・れ！」 「夏色えがおで1,2,Jump!」 「Mermaid festa vol.1」 | 『ラブライブ！』関連曲                                                                   |
| 2012年   | | | |                                                                                          |
| 1月18日  | 『ゆるゆり』すぺしゃるさうんどCD                                                                                    | 古谷向日葵（三森すずこ） | 「ゆりゆららららゆるゆり大事件（TVサイズ）」 | テレビアニメ『ゆるゆり』関連曲                                                           |
| 1月27日  | gdgd妖精s Blu-ray第1巻 初回限定生産特典CD                                                                           | gdgd妖精s | 「おいでよ！妖精の森」 | テレビアニメ『gdgd妖精s』オープニングテーマ                                              |
| 2月24日  | gdgd妖精s Blu-ray第2巻 初回限定生産特典CD                                                                           | gdgd妖精s | 「Eternal」 | テレビアニメ『gdgd妖精s』エンディングテーマ                                              |
| 3月14日  | 七森中♪りさいたる BD特典CD                                                                                          | 七森中☆ごらく部、七森中☆生徒会 | 「ゆりゆららららゆるゆり大事件」 | テレビアニメ『ゆるゆり』関連曲                                                           |
| 3月14日  | 七森中♪りさいたる BD特典CD                                                                                          | 七森中☆生徒会 | 「ゆりゆららららゆるゆり大事件」 | テレビアニメ『ゆるゆり』関連曲                                                           |
| 3月21日  | 探偵オペラ ミルキィホームズ 第2幕 Blu-ray & DVD 第1巻 初回生産分特典CD                                              | シャーロック・シェリンフォード（三森すずこ） | 「ナゾ！ナゾ？Happiness!!」 | テレビアニメ『探偵オペラ ミルキィホームズ 第2幕』関連楽曲                                |
| 5月5日   | ミラクルトリガー 〜きっと明日はウルトラレア！〜/スタンドアップ！DREAM                                               | ウルトラレア | 「ミラクルトリガー 〜きっと明日はウルトラレア！〜」 | テレビアニメ『カードファイト!! ヴァンガード』挿入歌                                      |
| 5月5日   | ミラクルトリガー 〜きっと明日はウルトラレア！〜/スタンドアップ！DREAM                                               | ウルトラレア | 「スタンドアップ！DREAM」 | テレビアニメ『カードファイト!! ヴァンガード』関連曲                                      |
| 5月30日  | ゆるゆりでゅえっとそんぐ♪ 恋のダブルパンチ                                                                          | さくひま＊ひまさく | 「恋のダブルパンチ」 「よしなしOKI☆DOKI」 | テレビアニメ『ゆるゆり』関連曲                                                           |
| 7月25日  | soldier game | 西木野真姫（Pile）、園田海未（三森すずこ）、絢瀬絵里（南條愛乃） | 「soldier game」 | 『ラブライブ！』関連曲                                                                   |
| 7月25日  | soldier game | 園田海未（三森すずこ） | 「勇気のReason」 | 『ラブライブ！』関連曲                                                                   |
| 9月19日  | ゆるゆり♪♪みゅ〜じっく08 それは恋ではないですの？                                                                   | 古谷向日葵（三森すずこ） | 「それは恋ではないですの?」 「もう!そぉ?トゥナイト」 | テレビアニメ『ゆるゆり♪♪』関連曲                                                         |
| 9月19日  | 織田信奈の野望 歌姫05 Music of the different world ルイズ・フロイス/松平元康                                        | 松平元康（三森すずこ） | 「おいもパラダイス」 | テレビアニメ『織田信奈の野望』関連曲                                                     |
| 10月17日 | 『ゆるゆり♪♪』すぺしゃるなさうんどCD その2「ごらく部ばっかりずーるーいーっ!!」                                      | 七森中☆生徒会 | 「いぇす！ゆゆゆ☆ゆるゆり♪♪」 | テレビアニメ『ゆるゆり♪♪』関連曲                                                         |
| 11月21日 | 『ゆるゆり♪♪』すぺしゃるなさうんどCD その3「ウチらも歌いたいなぁ、綾乃ちゃん？」                                    | 七森中☆生徒会 | 「100%ちゅ〜学生」 | テレビアニメ『ゆるゆり♪♪』関連曲                                                         |
| 11月28日 | 0と1の花 | ネル（三森すずこ）、オパール（橘田いずみ） | 「0と1の花」 | テレビアニメ『蒼い世界の中心で』エンディングテーマ                                       |
| 2013年   | | | |                                                                                          |
| 1月25日  | おいでよ！妖精の森                                                                                                  | gdgd妖精s | 「続・おいでよ！妖精の森」 「ぐだぐだ言ってんじゃねえ！」 | テレビアニメ『gdgd妖精s』オープニングテーマ                                              |
| 1月25日  | おいでよ！妖精の森                                                                                                  | gdgd妖精s | 「きっとまた会える」 | テレビアニメ『gdgd妖精s』エンディングテーマ                                              |
| 1月25日  | おいでよ！妖精の森                                                                                                  | ピクピク（三森すずこ） | 「桃色ピクシー」 | テレビアニメ『gdgd妖精s』エンディングテーマ                                              |
| 2月6日   | ゆるゆりのうた♪あるばむ2「はいっ!テ・ウ・ガ♪〜High Tension Ultra girls〜」                                          | ゆるゆり★ライブすたぁ〜ず！ | 「え〜る♪-ゆるゆり★ライブすたぁ〜ず!バージョン-」 | テレビアニメ『ゆるゆり』関連曲                                                           |
| 2月20日  | ススメ→トゥモロウ/START:DASH!!                                                                                      | 高坂穂乃果（新田恵海）、南ことり（内田彩）、園田海未（三森すずこ） | 「ススメ→トゥモロウ」 「START:DASH!!」 | テレビアニメ『ラブライブ！』挿入歌                                                       |
| 2月20日  | ENDLESS☆FIGHTER | ウルトラレア | 「ENDLESS☆FIGHTER」 | テレビアニメ『カードファイト!! ヴァンガード リンクジョーカー編』エンディングテーマ       |
| 2月20日  | ENDLESS☆FIGHTER | ウルトラレア | 「未来SKETCH!」 | テレビアニメ『みにヴぁん』エンディングテーマ                                             |
| 2月22日  | 『ポヨポヨ観察日記』コミックス12巻特装版 特典CD                                                                     | 佐藤萌（三森すずこ） | 「マル描いてポヨん」 | テレビアニメ『ポヨポヨ観察日記』オープニングテーマ                                       |
| 3月6日   | これからのSomeday/Wonder zone                                                                                       | 高坂穂乃果（新田恵海）、南ことり（内田彩）、園田海未（三森すずこ）、星空凛（飯田里穂）、西木野真姫（Pile）、小泉花陽（久保ユリカ）、矢澤にこ（徳井青空）                                                               | 「これからのSomeday」 | テレビアニメ『ラブライブ！』挿入歌                                                       |
| 3月6日   | GJ部 キャラクター・ソング & サウンドトラック集 前編 グッジョぶの音楽“G”                                             | 皇紫音（三森すずこ） | 「balance unbalance 〜ホント ノ ワタシ〜」 | テレビアニメ『GJ部』エンディングテーマ                                                   |
| 4月3日   | GJ部 キャラクター・ソング & サウンドトラック集 後編 グッジョぶの音楽“J”                                             | 天使真央（内田真礼）、皇紫音（三森すずこ）、天使恵（宮本侑芽）、綺羅々・バーンシュタイン（荒川ちか） | 「走りだそう！」 | テレビアニメ『GJ部』エンディングテーマ                                                   |
| 4月24日  | 天使たちの福音〜feat.μ's〈ラブライブ！〉                                                                            | ミザリィ〔園田海未（三森すずこ）〕 | 「NEURON,NEURON!!」 | ゲーム『神様と運命革命のパラドクス』関連曲                                               |
| 4月24日  | μ's オリジナルソングCD 2                                                                                            | 南ことり（内田彩）、園田海未（三森すずこ） | 「Anemone heart」 | テレビアニメ『ラブライブ！』関連曲                                                       |
| 6月5日   | ソングス・オブ・宮地学園カードファイト部                                                                            | 立凪コーリン（三森すずこ） | 「MY HOME」 | テレビアニメ『カードファイト!! ヴァンガード』関連曲                                      |
| 6月5日   | ソングス・オブ・宮地学園カードファイト部                                                                            | 宮地学園カードファイト部 | 「笑顔でfight!」 | テレビアニメ『カードファイト!! ヴァンガード』関連曲                                      |
| 6月26日  | 微熱からMystery | lily white | 「微熱からMystery」 「キミのくせに！」 | 『ラブライブ！』関連曲                                                                   |
| 10月16日 | Ride on fight! | ミサキ（橘田いずみ）、コーリン（三森すずこ） | 「Ride on fight!」 | テレビアニメ『カードファイト!! ヴァンガード リンクジョーカー編』エンディングテーマ       |
| 10月16日 | Ride on fight! | ミサキ（橘田いずみ）、コーリン（三森すずこ） | 「Stella」 | テレビアニメ『カードファイト!! ヴァンガード リンクジョーカー編』関連曲                   |
| 11月20日 | BEAUTIFUL SKY | 篠ノ之箒（日笠陽子）、セシリア・オルコット（ゆかな）、凰鈴音（下田麻美）、シャルロット・デュノア（花澤香菜）、ラウラ・ボーデヴィッヒ（井上麻里奈）、更識楯無（斎藤千和）、更識簪（三森すずこ）                         | 「BEAUTIFUL SKY」 | テレビアニメ『IS 〈インフィニット・ストラトス〉2』エンディングテーマ                     |
| 11月20日 | BEAUTIFUL SKY | 更識楯無（斎藤千和）、更識簪（三森すずこ） | 「SUPER∞STREAM」 | テレビアニメ『IS 〈インフィニット・ストラトス〉2』関連曲                                 |
| 12月11日 | TVアニメ「アウトブレイク・カンパニー」キャラクターソング・ミニアルバム                                              | ミュセル・フォアラン（三森すずこ） | 「あなたの言葉」 | テレビアニメ『アウトブレイク・カンパニー』関連曲                                         |
| 2014年   | | | |                                                                                          |
| 1月29日  | V-ROAD | BUSHI★7 | 「V-ROAD」 | テレビアニメ『カードファイト!! ヴァンガード レギオンメイト編』オープニングテーマ         |
| 4月2日   | ラブライブ！ Solo Live! from μ's 園田海未 蒼の神話                                                                  | 園田海未（三森すずこ） | 「もぎゅっと"love"で接近中！」 「愛してるばんざーい！」 「soldier game」 「Wonderful Rush」 「Oh,Love&Peace!」 「僕らは今のなかで」 「WILD STARS」 「きっと青春が聞こえる」 「輝夜の城で踊りたい」 「ススメ→トゥモロウ」 「これからのSomeday」 「Wonder zone」 「No brand girls」 「START:DASH!!」 | 『ラブライブ！』関連曲                                                                   |
| 4月4日   | デカ盛り 閃乱カグラ 全曲入り大盛りデジタルサウンドトラック                                                          | 鈴音先生（三森すずこ） | 「おかくごめされよTEACHER」 | ゲーム『デカ盛り 閃乱カグラ』関連曲                                                      |
| 8月20日  | Ready Go!! -絶対無敵の天女隊-                                                                                       | 天女隊 | 「Ready Go!! -絶対無敵の天女隊-」 「Mission Complete!」 | テレビアニメ『モモキュンソード』挿入歌                                                   |
| 9月24日  | ラブライブ！ 2nd Season BD第4巻特典CD                                                                               | 園田海未（三森すずこ）、絢瀬絵里（南條愛乃） | 「Storm in Lover」 | テレビアニメ『ラブライブ！』関連曲                                                       |
| 11月5日  | ホシトハナ | 讃州中学勇者部 | 「ホシトハナ」 | テレビアニメ『結城友奈は勇者である』オープニングテーマ                                   |
| 11月19日 | Aurora Days | 讃州中学勇者部 | 「Aurora Days」 | テレビアニメ『結城友奈は勇者である』エンディングテーマ                                   |
| 11月26日 | 秋のあなたの空遠く                                                                                                  | lily white | 「秋のあなたの空遠く」 「ふたりハピネス」 | ゲーム『ラブライブ！ スクールアイドルフェスティバル』関連曲                              |
| 12月24日 | カードファイト!! ヴァンガード ベストアルバム2 〜リンクジョーカー&レギオンメイト編〜                                 | ウルトラレア | 「Bravery Flame」 | 劇場アニメ『劇場版 カードファイト!! ヴァンガード ネオンメサイア』挿入歌                  |
| 2015年   | | | |                                                                                          |
| 1月7日   | シャイニーアップ！                                                                                                  | 未門花子（三森すずこ） | 「シャイニーアップ！」 | テレビアニメ『フューチャーカード バディファイト』エンディングテーマ                      |
| 1月7日   | シャイニーアップ！                                                                                                  | 未門花子（三森すずこ） | 「フレー！フレー！フレー！」 | テレビアニメ『フューチャーカード バディファイト』関連曲                                  |
| 1月21日  | 神様はじめました◎キャラクターソング02〜奈々生ひとり占め〜                                                           | 奈々生（三森すずこ）と巴衛（立花慎之介） | 「背中合わせの空模様」 | テレビアニメ『神様はじめました◎』関連曲                                                  |
| 1月21日  | 神様はじめました◎キャラクターソング02〜奈々生ひとり占め〜                                                           | 奈々生（三森すずこ） | 「レベル1の神様」 | テレビアニメ『神様はじめました◎』関連曲                                                  |
| 1月21日  | 結城友奈は勇者である BD・DVD第2巻特典CD                                                                             | 東郷美森（三森すずこ） | 「ホシトハナ」 「AuroraDays」 「古今無双」 | テレビアニメ『結城友奈は勇者である』関連曲                                               |
| 3月8日   | P's LIVE! 02 〜LOVE & P's〜 プレミアムチケット特典CD                                                                | P's ARTISTS（竹達彩奈、三森すずこ、遠藤ゆりか、内田真礼、七森中☆ごらく部） | 「明日へ鳴らすリフレイン」 | 『P's LIVE! 02 〜LOVE & P's〜』テーマソング                                              |
| 3月18日  | 探偵歌劇 ミルキィホームズ TD 第1巻特典CD「ミルキィ A GO GO」（シャロ盤）                                            | シャーロック・シェリンフォード（三森すずこ） | 「ミルキィ A GO GO」 | テレビアニメ『探偵歌劇 ミルキィホームズ TD』関連曲                                       |
| 4月1日   | 神様はじめました◎ Blu-ray&DVD 中巻 特典スペシャルCD                                                                 | 奈々生（三森すずこ）、巴衛（立花慎之介）、瑞希（岡本信彦）、護（山下大輝）乙比古（高橋広樹）、大国主（森久保祥太郎）、悪羅王（諏訪部順一）                                                                             | 「Happiness〜ミカゲ社のテーマ〜中巻Ver.」 | テレビアニメ『神様はじめました◎』関連曲                                                  |
| 4月22日  | カードゲームしよ！                                                                                                  | カードゲームしよ子（三森すずこ） | 「カードゲームしよ！」 | 『ブシロード』CMソング                                                                   |
| 5月23日  | ラブライブ!The School Idol Movie 特典付前売券第3弾 ユニットシングルlily white 乙姫心で恋宮殿                        | lily white | 「乙姫心で恋宮殿」 | 劇場アニメ『ラブライブ！The School Idol Movie』関連曲                                    |
| 5月27日  | ファッとして桃源郷                                                                                                  | 新庄かなえ（三森すずこ） | 「ファッとして桃源郷」 | テレビアニメ『てーきゅう』第4期主題歌                                                    |
| 7月1日   | 神様はじめました◎ Blu-ray&DVD 下巻 特典スペシャルCD                                                                 | 奈々生（三森すずこ）、巴衛（立花慎之介）、鞍馬（岸尾だいすけ）、瑞希（岡本信彦）、護（山下大輝）、乙比古（高橋広樹）、大国主（森久保祥太郎）、悪羅王（諏訪部順一）二郎（羽多野渉）、翠郎（平川大輔）、夜鳥（下野紘）   | 「Happiness〜ミカゲ社のテーマ〜下巻Ver.」 | テレビアニメ『神様はじめました◎』関連曲                                                  |
| 9月16日  | 「蒼き鋼のアルペジオ -アルス・ノヴァ-」“Blue Field”キャラクターSongs Vol.2                                          | 霧の生徒会 | 「Will Fade Away」 | テレビアニメ『蒼き鋼のアルペジオ』関連曲                                                 |
| 10月21日 | モモキュンソード すぺしゃるCD「桃」                                                                                 | 水花（三森すずこ）、花梨（大坪由佳） | 「奇跡のファンタジア」 | テレビアニメ『モモキュンソード』関連曲                                                   |
| 11月18日 | 『ゆるゆり なちゅやちゅみ!+』すぺしゃるなさうんどCD その1「私たちだって歌うわよ!」                                  | 七森中☆生徒会 | 「おひるねゆにばーす」 | テレビアニメ『ゆるゆり なちゅやちゅみ!+』エンディングテーマ                              |
| 12月16日 | ゆるゆり うた♪ソロ!08 恋はあまのじゃくですわ                                                                        | 古谷向日葵（三森すずこ） | 「恋はあまのじゃくですわ」 「ナツノハナ*ものがたり」 | テレビアニメ『ゆるゆり さん☆ハイ!』関連曲                                                |
| 12月23日 | 思い出以上になりたくて                                                                                              | lily white | 「思い出以上になりたくて」 「春情ロマンティック」 | ゲーム『ラブライブ！ スクールアイドルフェスティバル』関連曲                              |
| 2016年   | | | |                                                                                          |
| 1月20日  | 『ゆるゆり さん☆ハイ!』すぺしゃるなさうんどCD その3「生徒会だってうたってみたいー！」                               | 七森中☆生徒会 | 「ちょちょちょ！ゆるゆり☆かぷりっちょ!!!」 | テレビアニメ『ゆるゆり さん☆ハイ!』関連曲                                                |
| 2月17日  | ツッパリくんvs関取マン                                                                                              | 押本ユリ（渡部優衣）、新庄かなえ（三森すずこ）、高宮なすの（鳴海杏子）、板東まりも（花澤香菜） | 「ツッパリくんvs関取マン」 | テレビアニメ『てーきゅう』第7期主題歌                                                    |
| 2月17日  | 『ゆるゆり さん☆ハイ!』すぺしゃるなさうんどCD その4「わたしたちだって負けていられませんわ!」                        | 七森中☆生徒会 | 「あっちゅ〜ま青春！」 | テレビアニメ『ゆるゆり さん☆ハイ!』関連曲                                                |
| 2月17日  | ランス・アンド・マスクス Blu-ray&DVD 第3巻 特典スペシャルCD                                                         | アリス・クリーヴランド（三森すずこ） | 「CHEERFUL×CHEERFUL!!」 | テレビアニメ『ランス・アンド・マスクス』関連曲                                           |
| 3月2日   | 結城友奈は勇者である character songs 勇気のバトン                                                                   | 讃州中学勇者部 | 「勇気のバトン short ver.」 「勇気のバトン」 | テレビアニメ『結城友奈は勇者である』関連曲                                               |
| 3月2日   | 結城友奈は勇者である character songs 勇気のバトン                                                                   | 東郷美森（三森すずこ） | 「時計仕掛けの記憶」 | テレビアニメ『結城友奈は勇者である』関連曲                                               |
| 3月2日   | 勇気のバトン きゃにめ.jp 限定特典 ソロバージョン5曲入りCD                                                           | 東郷美森（三森すずこ） | 「勇気のバトン」 | テレビアニメ『結城友奈は勇者である』関連曲                                               |
| 5月18日  | 『ゆるゆり さん☆ハイ!』すぺしゃるなさうんどCD その7「みんなでうたおう!」                                            | 七森中☆らいぶすたぁ〜ず | 「おひるねゆにばーす」 「あっちゅ〜ま青春！（えんでぃんぐ♪ぱふぉ〜まんすver.）」 | テレビアニメ『ゆるゆり さん☆ハイ!』関連曲                                                |
| 2017年   | | | |                                                                                          |
| 3月8日   | 希望リフレイン | 青島萌香（三森すずこ） | 「希望リフレイン」 | テレビアニメ『One Room』主題歌                                                           |
| 3月8日   | 希望リフレイン | 青島萌香（三森すずこ） | 「希望リフレイン-late summer mix-」 | テレビアニメ『One Room』関連曲                                                           |
| 3月15日  | ともだち | 鷲尾須美（三森すずこ）、乃木園子（花澤香菜）、三ノ輪銀（花守ゆみり） | 「ともだち」 | アニメ『結城友奈は勇者である -鷲尾須美の章-』エンディングテーマ                          |
| 3月22日  | 政宗くんのリベンジ Blu-ray/DVD 第1巻 特典CD                                                                         | 安達垣愛姫（大橋彩香）、藤ノ宮寧子（三森すずこ） | 「まなざしサイレント」 | テレビアニメ『政宗くんのリベンジ』エンディングテーマ                                     |
| 4月7日   | 世界でいちばん強くなりたい 主題歌&キャラクターソング                                                                | 鈴元千夏（三森すずこ） | 「Diamond Soul」 | パチンコ『CR世界でいちばん強くなりたい！』関連曲                                         |
| 4月26日  | TVアニメ「BanG Dream!」オリジナル・サウンドトラック                                                                 | Glitter*Green | 「Don’t be afraid!」 「Glee! Glee! Glee!」 | テレビアニメ『BanG Dream!』挿入歌                                                        |
| 6月28日  | 政宗くんのリベンジ Blu-ray/DVD 第4巻 特典CD                                                                         | 藤ノ宮寧子（三森すずこ） | 「さよなら 大好きな人」 | テレビアニメ『政宗くんのリベンジ』挿入歌                                                 |
| 6月28日  | 政宗くんのリベンジ Blu-ray/DVD 第4巻 特典CD                                                                         | 藤ノ宮寧子（三森すずこ） | 「まなざしサイレント」 | テレビアニメ『政宗くんのリベンジ』関連曲                                                 |
| 7月5日   | やくそく | 鷲尾須美（三森すずこ）、乃木園子（花澤香菜） | 「やくそく」 | アニメ『結城友奈は勇者である -鷲尾須美の章-』エンディングテーマ                          |
| 8月9日   | TVアニメ『ひなろじ～from Luck & Logic～』エンディング&キャラソンミニアルバム                                        | 橘弥生（三森すずこ）、桐谷華凛（小倉唯）、桐谷華恋（湯浅かえで） | 「Grow Together!!!」 | テレビアニメ『ひなろじ〜from Luck & Logic〜』関連曲                                      |
| 8月23日  | 政宗くんのリベンジ Blu-ray/DVD 第6巻 特典CD                                                                         | 安達垣愛姫（大橋彩香）、藤ノ宮寧子（三森すずこ） | 「笑顔deハダピュア！」 | テレビアニメ『政宗くんのリベンジ』挿入歌                                                 |
| 8月25日  | TVアニメ「まけるな!!あくのぐんだん！」Blu-ray特典CD                                                                 | KAKUWA☆なれ〜しょんず | 「ねばねばぎっぱー」 | テレビアニメ『まけるな!!あくのぐんだん！』エンディングテーマ                             |
| 8月26日  | 映画『きみの声をとどけたい』オリジナルサウンドトラック 「アクアマリンの想い出たち」                                 | 矢沢朱音（三森すずこ） | 「優しい夜」 | 劇場アニメ『きみの声をとどけたい』挿入歌                                                 |
| 8月26日  | 映画『きみの声をとどけたい』オリジナルサウンドトラック 「アクアマリンの想い出たち」                                 | 行合なぎさ（片平美那）、龍ノ口かえで（田中有紀）、土橋雫（岩淵桃音）、浜須賀夕（飯野美紗子）、中原あやめ（神戸光歩）、琵琶小路乙葉（鈴木陽斗実）、矢沢紫音（三森すずこ）                                               | 「Wishes Come True」 | 劇場アニメ『きみの声をとどけたい』挿入歌                                                 |
| 9月20日  | プロローグ -Star Divine-                                                                                            | スタァライト九九組 | 「Star Divine」 「舞台少女心得」 「願いは光になって」 | 舞台『少女☆歌劇 レヴュースタァライト -The LIVE- #1』劇中歌                               |
| 9月22日  | プリンシパル -Fancy You-                                                                                            | 愛城華恋（小山百代）、神楽ひかり（三森すずこ） | 「Fancy You」 | 舞台『少女☆歌劇 レヴュースタァライト -The LIVE- #1』劇中歌                               |
| 12月6日  | ハナコトバ/勇者たちのララバイ                                                                                       | 讃州中学勇者部 | 「ハナコトバ」 | テレビアニメ『結城友奈は勇者である -勇者の章-』オープニングテーマ                        |
| 12月6日  | ハナコトバ/勇者たちのララバイ                                                                                       | 讃州中学勇者部 | 「勇者たちのララバイ」 | テレビアニメ『結城友奈は勇者である -勇者の章-』エンディングテーマ                        |
| 12月13日 | Japari Café2 | ギンギツネ（相坂優歌）、キタキツネ（三森すずこ） | 「湯けむりユートピア」 | テレビアニメ『けものフレンズ』関連曲                                                     |
| 12月13日 | Japari Café2 | どうぶつビスケッツ＋かばん（内田彩）×PPP / セリフ - コツメカワウソ（近藤玲奈）、アフリカオオコノハズク（三上枝織）、ワシミミズク（上原あかり）、マーゲイ（山下まみ）、ギンギツネ（相坂優歌）、キタキツネ（三森すずこ） | 「ドレミファロンド（フレンズ ver.）」 | テレビアニメ『けものフレンズ』関連曲                                                     |
| 12月27日 | ウルトラマンジード キャラクターソング レム マホロバリバティ / GEEDの証〜レムバージョン〜                            | レム（三森すずこ） | 「マホロバリバティ」 「GEEDの証〜レムバージョン〜」 | 特撮ドラマ『ウルトラマンジード』関連曲                                                   |
| 2018年   | | | |                                                                                          |
| 2月21日  | 怪獣娘〜ウルトラ怪獣擬人化計画〜2期主題歌 Soul-ride ON!                                                             | アギラ（飯田里穂）、キングジョー（三森すずこ）、ガッツ星人（松田利冴） | 「Soul-ride ON!」 | テレビアニメ『怪獣娘 〜ウルトラ怪獣擬人化計画〜』第2期エンディングテーマ                 |
| 3月7日   | スタァライトシアター                                                                                                | スタァライト九九組 | 「スタァライトシアター」 | 舞台『少女☆歌劇 レヴュースタァライト -The LIVE- #1 revival』劇中歌                       |
| 3月7日   | スタァライトシアター                                                                                                | スタァライト九九組 | 「Circle of the Revue」 「キラめきのありか」 | 舞台『少女☆歌劇 レヴュースタァライト』関連曲                                             |
| 3月28日  | Wake Up, Best!3 | マキナX（三森すずこ） | 「Glossy World」 | テレビアニメ『Wake Up, Girls! 新章』挿入歌                                               |
| 3月28日  | ラブライブ！ Solo Live! III from μ's 園田海未 Memories with Umi                                                     | 園田海未（三森すずこ） | 「Music S.T.A.R.T!!」 「LOVELESS WORLD」 「タカラモノズ」 「Paradise Live」 「それは僕たちの奇跡」 「だってだって噫無情」 「どんなときもずっと」 「COLORFUL VOICE」 「ユメノトビラ」 「SENTIMENTAL StepS」 「Dancing stars on me!」 「KiRa-KiRa Sensation!」 「Happy maker!」 「Shangri-La Shower」 「るてしキスキしてる」 「ミはμ'sicのミ」 「Super LOVE=Super LIVE!」 「Angelic Angel」 「SUNNY DAY SONG」 「僕たちはひとつの光」 「Future style」 「HEART to HEART!」 「嵐のなかの恋だから」 「MOMENT RING」 「さようならへさよなら！」 「微熱からMystery」 「キミのくせに！」 「秋のあなたの空遠く」 「ふたりハピネス」 「思い出以上になりたくて」 「春情ロマンティック」 | 『ラブライブ！』関連曲                                                                   |
| 5月2日   | Butter-Fly〜tri.Version〜                                                                                           | 選ばれし子どもたち、デジモンシンカーズ、宮﨑歩、AiM with 和田光司 | 「Butter-Fly〜tri.Version〜」 | OVA『デジモンアドベンチャー tri.』エンディングテーマ                                     |
| 7月18日  | 星のダイアローグ | スタァライト九九組 | 「星のダイアローグ」 | テレビアニメ『少女☆歌劇 レヴュースタァライト』オープニングテーマ                         |
| 7月18日  | 星のダイアローグ | スタァライト九九組 | 「ディスカバリー！」 | ゲーム『少女☆歌劇 レヴュースタァライト -Re LIVE-』主題歌                                 |
| 8月1日   | Fly Me to the Star                                                                                                  | スタァライト九九組 | 「Fly Me to the Star」 | テレビアニメ『少女☆歌劇 レヴュースタァライト』エンディングテーマ                         |
| 8月1日   | Fly Me to the Star                                                                                                  | スタァライト九九組 | 「よろしく九九組」 「ロマンティッククルージン」 | テレビアニメ『少女☆歌劇 レヴュースタァライト』関連曲                                     |
| 8月22日  | 少女☆歌劇 レヴュースタァライト 劇中歌アルバムVol.1 ラ レヴュー ド マチネ                                            | 星見純那（佐藤日向）、神楽ひかり（三森すずこ）、愛城華恋（小山百代） | 「世界を灰にするまで」 | テレビアニメ『少女☆歌劇 レヴュースタァライト』挿入歌                                     |
| 8月22日  | 少女☆歌劇 レヴュースタァライト 劇中歌アルバムVol.1 ラ レヴュー ド マチネ                                            | 神楽ひかり（三森すずこ） | 「Fly Me to the Star #3」 | テレビアニメ『少女☆歌劇 レヴュースタァライト』エンディングテーマ                         |
| 8月22日  | 少女☆歌劇 レヴュースタァライト 劇中歌アルバムVol.1 ラ レヴュー ド マチネ                                            | 愛城華恋（小山百代）、神楽ひかり（三森すずこ） | 「Fly Me to the Star #4」 | テレビアニメ『少女☆歌劇 レヴュースタァライト』エンディングテーマ                         |
| 10月10日 | 99 ILLUSION! | スタァライト九九組 | 「99 ILLUSION!」 「Green Dazzling Light」 | 舞台『少女☆歌劇 レヴュースタァライト -The LIVE- #2 Transition』テーマソング              |
| 10月13日 | モテたいのー/おうちに帰ろう                                                                                         | ひもてはうす住人一同 | 「モテたいのー」 | テレビアニメ『ひもてはうす』オープニングテーマ                                           |
| 10月13日 | モテたいのー/おうちに帰ろう                                                                                         | ひもてはうす住人一同 | 「おうちに帰ろう」 | テレビアニメ『ひもてはうす』挿入歌                                                       |
| 10月17日 | 少女☆歌劇 レヴュースタァライト 劇中歌アルバムVol.2 ラ レヴュー ド ソワレ                                            | 神楽ひかり（三森すずこ）、大場なな（小泉萌香） | 「RE:CREATE」 | テレビアニメ『少女☆歌劇 レヴュースタァライト』挿入歌                                     |
| 10月17日 | 少女☆歌劇 レヴュースタァライト 劇中歌アルバムVol.2 ラ レヴュー ド ソワレ                                            | 愛城華恋（小山百代）、神楽ひかり（三森すずこ）、天堂真矢（富田麻帆）、西條クロディーヌ（相羽あいな） | 「-Star Divine- フィナーレ」 | テレビアニメ『少女☆歌劇 レヴュースタァライト』挿入歌                                     |
| 10月17日 | 少女☆歌劇 レヴュースタァライト 劇中歌アルバムVol.2 ラ レヴュー ド ソワレ                                            | 愛城華恋（小山百代）、神楽ひかり（三森すずこ） | 「スタァライト」 | テレビアニメ『少女☆歌劇 レヴュースタァライト』挿入歌                                     |
| 10月18日 | Destiny Calls | ウルトラレア | 「Destiny Calls」 | テレビアニメ『カードファイト!! ヴァンガード』高校生編オープニングテーマ                  |
| 10月24日 | 少女☆歌劇 レヴュースタァライト BD第1巻特典CD                                                                        | スタァライト九九組 | 「My friend 〜Arrie〜」 | テレビアニメ『少女☆歌劇 レヴュースタァライト』関連曲                                     |
| 11月17日 | 『ひもてはうす』キャラクターカップリングソング集                                                                    | 本郷たえ（洲崎綾）、紐手きなみ（三森すずこ） | 「8cmの想い」 「おうちに帰ろう（Duet ver.1）」 | テレビアニメ『ひもてはうす』関連曲                                                       |
| 11月21日 | Don't be afraid! | Glitter*Green | 「Don't be afraid!（新録）」 「Glee! Glee! Glee!（新録）」 | テレビアニメ『BanG Dream!』関連曲                                                        |
| 11月28日 | KI-te MI-te HIT PARADE!                                                                                             | パーリィ☆フェアリィ | 「KI-te MI-te HIT PARADE!」 | テレビアニメ『叛逆性ミリオンアーサー』エンディングテーマ                                 |
| 12月5日  | キラッとプリ☆チャン♪ソングコレクション〜2ndチャンネル〜                                                             | 白鳥アンジュ（三森すずこ） | 「フォーチュン・カラット」 | テレビアニメ『キラッとプリ☆チャン』挿入歌                                                |
| 12月26日 | 少女☆歌劇 レヴュースタァライト BD第2巻特典CD                                                                        | スタァライト九九組 | 「You are a ghost, I am a ghost 〜劇場のゴースト〜」 | テレビアニメ『少女☆歌劇 レヴュースタァライト』関連曲                                     |
| 2019年   | | | |                                                                                          |
| 1月9日   | 約束タワー | スタァライト九九組 | 「約束タワー」 「舞台プレパレイション」 | テレビアニメ『少女☆歌劇 レヴュースタァライト』関連曲                                     |
| 1月28日  | ミルキィホームズ×Glitter*Green ファイナルシングル発売記念スペシャルCD                                               | Glitter*Green | 「雨上がりのミライ」 | テレビアニメ『BanG Dream!』関連曲                                                        |
| 2月27日  | 少女☆歌劇 レヴュースタァライト BD第3巻特典CD                                                                        | スタァライト九九組 | 「恋は太陽 〜CIRCUS!〜」 | テレビアニメ『少女☆歌劇 レヴュースタァライト』関連曲                                     |
| 3月13日  | アイドルなんてならない                                                                                              | ROCKETMAN feat. アイラ（三森すずこ） | 「アイドルなんてならない」 | テレビアニメ『でびどる！』エンディングテーマ                                             |
| 4月17日  | 百色リメイン | スタァライト九九組 | 「百色リメイン」 「Bright!Light!」 | 舞台『少女☆歌劇 レヴュースタァライト -The LIVE- #2 Transition』関連曲                    |
| 4月17日  | 百色リメイン 華恋&ひかり&まひるver.                                                                                 | 愛城華恋（小山百代）、神楽ひかり（三森すずこ）、露崎まひる（岩田陽葵） | 「百色リメイン」 | 舞台『少女☆歌劇 レヴュースタァライト -The LIVE- #2 Transition』関連曲                    |
| 5月22日  | PEARLY×PARTY | パーリィ☆フェアリィ | 「PEARLY×PARTY」 | テレビアニメ『叛逆性ミリオンアーサー』エンディングテーマ                                 |
| 9月11日  | キラッとプリ☆チャン♪ミュージックコレクション                                                                        | アイランジュ | 「パーフェクト・フィナーレ」 | テレビアニメ『キラッとプリ☆チャン』挿入歌                                                |
| 8月7日   | Star Diamond | スタァライト九九組 | 「Star Diamond」 | テレビアニメ『少女☆歌劇 レヴュースタァライト』関連曲                                     |
| 8月7日   | Star Diamond | スタァライト九九組 | 「舞台少女体操」 | Webアニメ『少女☆寸劇 オールスタァライト』主題歌                                          |
| 10月16日 | 少女☆歌劇 レヴュースタァライト レヴューアルバム ラ・レヴュー・エターナル                                            | 愛城華恋（小山百代）、神楽ひかり（三森すずこ）、雪代晶（野本ほたる） | 「逆境のオリオン」 | ゲーム『少女☆歌劇 レヴュースタァライト -Re LIVE-』関連曲                                 |
| 11月6日  | 勇気の歌 | 東郷美森（三森すずこ） | 「花火」 | パチスロ『結城友奈は勇者である』関連曲                                                   |
| 12月18日 | SSSS.GRIDMAN BEST ALBUM                                                                                             | なみこ（三森すずこ）、はっす（鬼頭明里） | 「Oh! My Hero!」 | テレビアニメ『SSSS.GRIDMAN』関連曲                                                       |
| 2020年   | | | |                                                                                          |
| 2月19日  | Star Parade | スタァライト九九組 | 「Star Parade」 | テレビアニメ『少女☆歌劇 レヴュースタァライト』関連曲                                     |
| 2月19日  | Star Parade | 愛城華恋（小山百代）、神楽ひかり（三森すずこ）、天堂真矢（富田麻帆）、西條クロディーヌ（相羽あいな） | 「純情アンクラシファイド」 | テレビアニメ『少女☆歌劇 レヴュースタァライト』関連曲                                     |
| 4月14日  | デビル☆アイドル | アイラ（三森すずこ）、シマ（井口裕香）、はな（花澤香菜） | 「デビル☆アイドル」 | テレビアニメ『でびどる！』オープニングテーマ                                             |
| 2020年   | | | |                                                                                          |
| 6月24日  | キラッとプリ☆チャン♪ミュージックコレクション Season.2                                                               | オール☆ジュエルアイドルズ | 「ダイヤモンドスマイル」 | テレビアニメ『キラッとプリ☆チャン』挿入歌                                                |
| 7月22日  | ヒーリングっど♥プリキュア キャラクターシングル 〜響き合う4つの声〜                                                  | キュアグレース（悠木碧）、キュアフォンテーヌ（依田菜津）、キュアスパークル（河野ひより）、キュアアース（三森すずこ）                                                                                                   | 「ヒーリングっど♥プリキュア Touch!! 〜Precure Quartet Ver〜」 | テレビアニメ『ヒーリングっど♥プリキュア』関連曲                                          |
| 7月22日  | ヒーリングっど♥プリキュア キャラクターシングル 〜響き合う4つの声〜                                                  | 風鈴アスミ（三森すずこ）、ラテ（白石晴香） | 「風のシンパシー」 | テレビアニメ『ヒーリングっど♥プリキュア』関連曲                                          |
| 7月22日  | ヒーリングっど♥プリキュア キャラクターシングル 〜響き合う4つの声〜                                                  | キュアグレース（悠木碧）、キュアフォンテーヌ（依田菜津）、キュアスパークル（河野ひより）、キュアアース（三森すずこ）                                                                                                   | 「Ready Steady →プリキュア!!」 | テレビアニメ『ヒーリングっど♥プリキュア』関連曲                                          |
| 9月9日   | 再生讃美曲 | スタァライト九九組 | 「再生讃美曲」 | 劇場アニメ『少女☆歌劇 レヴュースタァライト ロンド・ロンド・ロンド』主題歌                |
| 9月9日   | 再生讃美曲 | 星見純那（佐藤日向）、神楽ひかり（三森すずこ）、愛城華恋（小山百代） | 「世界を灰にするまで（movie ver.）」 | 劇場アニメ『少女☆歌劇 レヴュースタァライト ロンド・ロンド・ロンド』挿入歌                |
| 9月9日   | 再生讃美曲 | 神楽ひかり（三森すずこ）、大場なな（小泉萌香） | 「RE:CREATE（movie ver.）」 | 劇場アニメ『少女☆歌劇 レヴュースタァライト ロンド・ロンド・ロンド』挿入歌                |
| 9月9日   | 再生讃美曲 | 愛城華恋（小山百代）、神楽ひかり（三森すずこ）、西條クロディーヌ（相羽あいな）、天堂真矢（富田麻帆） | 「Star Diamond」 | 劇場アニメ『少女☆歌劇 レヴュースタァライト ロンド・ロンド・ロンド』挿入歌                |
| 9月9日   | 再生讃美曲 | 愛城華恋（小山百代）、神楽ひかり（三森すずこ） | 「スタァライト（movie ver.）」 | 劇場アニメ『少女☆歌劇 レヴュースタァライト ロンド・ロンド・ロンド』挿入歌                |
| 9月23日  | イニシャル | 愛城華恋（小山百代）、神楽ひかり（三森すずこ）、雪代晶（野本ほたる）、大月あるる（潘めぐみ）、巴珠緒（楠木ともり） | 「イニシャル」 | ゲーム『少女☆歌劇 レヴュースタァライト -Re LIVE-』関連曲                                 |
| 12月9日  | BLUE ANTHEM | スタァライト九九組 | 「Re:PLAY」 | 舞台『少女☆歌劇 レヴュースタァライト -The LIVE 青嵐- BLUE GLITTER』関連曲                |
| 2021年   | | | |                                                                                          |
| 2月24日  | 少女☆歌劇 レヴュースタァライト ロンド・ロンド・ロンド BD特典CD                                                      | スタァライト九九組 | 「素敵なドレス着させてよ」 | 『少女☆歌劇 レヴュースタァライト』関連曲                                                 |
| 3月24日  | 少女☆歌劇 レヴュースタァライト ベストアルバム                                                                       | スタァライト九九組 | 「Polestar」 | 『少女☆歌劇 レヴュースタァライト』関連曲                                                 |
| 3月24日  | 少女☆歌劇 レヴュースタァライト ベストアルバム 限定盤特典CD                                                          | 神楽ひかり（三森すずこ）、花柳香子（伊藤彩沙） | 「情熱の目覚めるとき」 | 『少女☆歌劇 レヴュースタァライト』関連曲                                                 |
| 3月24日  | 少女☆歌劇 レヴュースタァライト ベストアルバム 限定盤特典CD                                                          | 神楽ひかり（三森すずこ）、天堂真矢（富田麻帆） | 「恋は太陽 〜CIRCUS!〜」 | 『少女☆歌劇 レヴュースタァライト』関連曲                                                 |
| 3月24日  | 少女☆歌劇 レヴュースタァライト ベストアルバム 限定盤特典CD                                                          | 愛城華恋（小山百代）、神楽ひかり（三森すずこ）、星見純那（佐藤日向）、露崎まひる（岩田陽葵） | 「GANG☆STARS」 | 『少女☆歌劇 レヴュースタァライト』関連曲                                                 |
| 3月24日  | 少女☆歌劇 レヴュースタァライト ベストアルバム 限定盤特典CD                                                          | 神楽ひかり（三森すずこ）、石動双葉（生田輝） | 「恋の魔球」 | 『少女☆歌劇 レヴュースタァライト』関連曲                                                 |
| 3月24日  | 少女☆歌劇 レヴュースタァライト ベストアルバム 店舗別オリジナル特典CD 華恋・ひかり 歌い分けver.                      | 愛城華恋（小山百代）、神楽ひかり（三森すずこ） | 「Polestar」 | 『少女☆歌劇 レヴュースタァライト』関連曲                                                 |
| 6月16日  | 超常恋現象 | ミステリーキッス | 「超常恋現象」 「超常恋現象（Live ver.）」 「波間にKISS」 | テレビアニメ『オッドタクシー』挿入歌                                                     |
| 6月16日  | 超常恋現象 | ミステリーキッス | 「波間にKISS（インディーズver.）」 | テレビアニメ『オッドタクシー』挿入歌                                                     |
| 6月16日  | 超常恋現象 | 二階堂ルイ（三森すずこ） | 「超常恋現象」 「波間にKISS」 | テレビアニメ『オッドタクシー』関連曲                                                     |
| 6月30日  | 私たちはもう舞台の上                                                                                                | スタァライト九九組 | 「私たちはもう舞台の上」 | 劇場アニメ『劇場版 少女☆歌劇 レヴュースタァライト』主題歌                                |
| 6月30日  | 私たちはもう舞台の上                                                                                                | 愛城華恋（小山百代）、神楽ひかり（三森すずこ） | 「Dream of You」 | 劇場アニメ『劇場版 少女☆歌劇 レヴュースタァライト』関連曲                                |
| 7月14日  | サイカイ合図 | スタァライト九九組 | 「サイカイ合図」 | 舞台『少女☆歌劇 レヴュースタァライト -The LIVE-#3 Growth』主題歌                         |
| 7月14日  | サイカイ合図 | スタァライト九九組 | 「青春トラベラー」 | 舞台『少女☆歌劇 レヴュースタァライト -The LIVE-#3 Growth』関連曲                         |
| 7月14日  | サイカイ合図【星ver.】                                                                                              | 神楽ひかり（三森すずこ） | 「サイカイ合図」 | 舞台『少女☆歌劇 レヴュースタァライト -The LIVE-#3 Growth』関連曲                         |
| 7月21日  | 劇場版 少女☆歌劇 レヴュースタァライト 劇中歌アルバムVol.1                                                           | 神楽ひかり（三森すずこ）、露崎まひる（岩田陽葵） | 「MEDAL SUZDAL PANIC◎〇●」 | 劇場アニメ『劇場版 少女☆歌劇 レヴュースタァライト』挿入歌                                |
| 7月21日  | 劇場版 少女☆歌劇 レヴュースタァライト 劇中歌アルバムVol.2                                                           | 愛城華恋（小山百代）、神楽ひかり（三森すずこ） | 「スーパー スタァ スペクタクル」 | 劇場アニメ『劇場版 少女☆歌劇 レヴュースタァライト』挿入歌                                |
| 7月21日  | YURUYURI GORAKUBU&SEITOKAI BEST ALBUM SPECIAL EDITION                                                               | 七森中☆生徒会 | 「ゆりゆららららゆるゆり大事件-10周年 生徒会Ver.-」 | 『ゆるゆり』関連曲                                                                       |
| 10月27日 | アシタノハナタチ | 讃州中学勇者部 | 「アシタノハナタチ」 | テレビアニメ『結城友奈は勇者である -大満開の章-』オープニングテーマ                      |
| 10月27日 | 地平線の向こうへ | 讃州中学勇者部 | 「地平線の向こうへ」 | テレビアニメ『結城友奈は勇者である -大満開の章-』エンディングテーマ                      |
| 12月22日 | 劇場版 少女☆歌劇 レヴュースタァライト BD特典CD                                                                      | スタァライト九九組 | 「舞台裏のレヴュー」 | 劇場アニメ『劇場版 少女☆歌劇 レヴュースタァライト』関連曲                                |
| 2022年   | | | |                                                                                          |
| 3月30日  | オッドタクシー Blu-ray BOX特典キャラクターソングEP                                                                  | ミステリーキッス | 「アセビ」 | テレビアニメ『オッドタクシー』関連曲                                                     |
| 9月21日  | レヴューアルバム アルカナ・アルカディア                                                                             | 雪代晶（野本ほたる）、リュウ・メイファン（竹内夢）、巴珠緒（楠木ともり）、神楽ひかり（三森すずこ）、西條クロディーヌ（相羽あいな）                                                                                     | 「永遠ハ死シテ生キル」 | ゲーム『少女☆歌劇 レヴュースタァライト -Re LIVE-』関連曲                                 |
| 11月30日 | Darling in the Night                                                                                                | 七陰 | 「Darling in the Night」 | テレビアニメ『陰の実力者になりたくて!』エンディングテーマ                                |
| 2023年   | | | |                                                                                          |
| 2月22日  | 綺羅星ディスタンス                                                                                                  | スタァライト九九組 | 「綺羅星ディスタンス」 | 舞台『少女☆歌劇 レヴュースタァライト -The LIVE-#4 Climax』主題歌                         |
| 2月22日  | 綺羅星ディスタンス                                                                                                  | スタァライト九九組 | 「キャラメリーゼフィナーレ」 | 舞台『少女☆歌劇 レヴュースタァライト -The LIVE-#4 Climax』関連曲                         |
| 6月14日  | 金剛石ヒューマン | ミステリーキッス | 「金剛石ヒューマン」 | 舞台『オッドタクシー 金剛石は傷つかない』関連曲                                          |
| 6月14日  | 金剛石ヒューマン | 二階堂ルイ（三森すずこ） | 「金剛石ヒューマン」 | 舞台『オッドタクシー 金剛石は傷つかない』関連曲                                          |
| 2024年   | | | |                                                                                          |
| 1月24日  | The Six Dragons' Mini Album 〜GRANBLUE FANTASY〜                                                                    | ウィルナス（水中雅章）、ガレヲン（三森すずこ）、フェディエル（田野アサミ） | 「Whole Lotta Love!」 「命命讃歌」 | ゲーム『グランブルーファンタジー』関連曲                                                 |
| 6月26日  | Star Darling | スタァライト九九組 | 「Star Darling」 | ゲーム『少女☆歌劇 レヴュースタァライト 舞台奏像劇 遙かなるエルドラド』オープニング主題歌 |
| 6月26日  | Star Darling | スタァライト九九組 | 「舞台に恋して」 | ゲーム『少女☆歌劇 レヴュースタァライト 舞台奏像劇 遙かなるエルドラド』関連曲             |
| 9月18日  | 「少女☆歌劇 レヴュースタァライト 舞台奏像劇 遙かなるエルドラド」劇中歌アルバム                                      | スタァライト九九組 | 「窓辺のハイライト」 | ゲーム『少女☆歌劇 レヴュースタァライト 舞台奏像劇 遙かなるエルドラド』劇中歌             |
| 9月18日  | 「少女☆歌劇 レヴュースタァライト 舞台奏像劇 遙かなるエルドラド」劇中歌アルバム                                      | 神楽ひかり（三森すずこ）、愛城華恋（小山百代） | 「復讐の剣（ひかり×華恋ver.）」 「LIFE IS LIKE A VOYAGE（ひかり×華恋ver.）」 | ゲーム『少女☆歌劇 レヴュースタァライト 舞台奏像劇 遙かなるエルドラド』劇中歌             |
| 9月18日  | 「少女☆歌劇 レヴュースタァライト 舞台奏像劇 遙かなるエルドラド」劇中歌アルバム 店舗別オリジナル特典CD きゃにめ Ver. | 愛城華恋（小山百代）、神楽ひかり（三森すずこ） | 「復讐の剣（華恋×ひかりver.）」 「LIFE IS LIKE A VOYAGE（華恋×ひかりver.）」 | ゲーム『少女☆歌劇 レヴュースタァライト 舞台奏像劇 遙かなるエルドラド』劇中歌             |
| 9月18日  | 「少女☆歌劇 レヴュースタァライト 舞台奏像劇 遙かなるエルドラド」劇中歌EP                                            | スタァライト九九組 | 「PRIDE」 | ゲーム『少女☆歌劇 レヴュースタァライト 舞台奏像劇 遙かなるエルドラド』劇中歌             |
| 9月18日  | 「少女☆歌劇 レヴュースタァライト 舞台奏像劇 遙かなるエルドラド」劇中歌EP                                            | 神楽ひかり（三森すずこ）、天堂真矢（富田麻帆） | 「白鳥のセレナーデ〜銀河夜語より〜」 | ゲーム『少女☆歌劇 レヴュースタァライト 舞台奏像劇 遙かなるエルドラド』関連曲             |
| 2025年   | | | |                                                                                          |
| 2月5日   | ありがと、大好きになってくれて                                                                                      | 恋太郎ファミリー | 「ありがと、大好きになってくれて」 | テレビアニメ『君のことが大大大大大好きな100人の彼女』第2期オープニングテーマ             |
| 2月5日   | ありがと、大好きになってくれて                                                                                      | 原賀胡桃（進藤あまね）、銘戸芽衣（三森すずこ）、須藤育（高橋李依）、美杉美々美（Lynn）、華暮愛々（高尾奏音） | 「Unmei?」 | テレビアニメ『君のことが大大大大大好きな100人の彼女』第2期エンディングテーマ             |
| 3月19日  | 恋太郎ファミリー歌謡祭                                                                                              | 銘戸芽衣（三森すずこ） | 「この出会いに花束を」 | テレビアニメ『君のことが大大大大大好きな100人の彼女』第2期挿入歌                         |

### 楽曲提供
- harmoe「マイペースにマーメイド」（作詞）
- DIALOGUE+「パジャマdeパーティ」（作詞）

## ライブ・イベント

### 合同ライブ
| 出演日         | タイトル                                                            | 会場                                   |
| -------------- | ------------------------------------------------------------------- | -------------------------------------- |
| 2013年11月23日 | ANIMAX MUSIX 2013                                                   | 横浜アリーナ（神奈川県）               |
| 2014年1月18日  | ANIMAX MUSIX 2014 TAIWAN 台灣音樂祭                                 | 台灣大學綜合體育館（台湾/台北市）      |
| 2014年4月27日  | COMCHA FES 2014 in 野音                                             | 日比谷野外大音楽堂（東京都）           |
| 2014年6月21日  | animeloLIVE! きゃにめ.jp presents P's Live 01                       | ゆうぽうとホール（東京都）             |
| 2014年8月30日  | Animelo Summer Live 2014 -ONENESS-                                  | さいたまスーパーアリーナ（埼玉県）     |
| 2015年1月25日  | リスアニ! LIVE-5 SUNDAY STAGE                                       | 日本武道館（東京都）                   |
| 2015年3月8日   | P's LIVE! 02 〜LOVE & P's〜                                         | 横浜アリーナ（神奈川県）               |
| 2016年1月24日  | 1314&91.9V-STATION うたの文化祭2016                                 | 岸和田市立浪切ホール（大阪府）         |
| 2016年3月2日   | J-WAVE SPARK LIVE Vol.2                                             | EX THEATER ROPPONGI（東京都）          |
| 2016年3月26日  | AnimeJapan 2016                                                     | 東京ビッグサイト（東京都）             |
| 2016年4月30日  | 大ヴァンガ&大バディ祭 2016                                          | 東京ビッグサイト（東京都）             |
| 2016年5月7日   | アニ×ワラ Vol.5                                                     | 新宿文化センター（東京都）             |
| 2016年7月9日   | C3 CharaExpo 2016                                                   | シンガポール・エキスポ（シンガポール） |
| 2016年8月6日   | ナゴヤアニソンフェス 2016 in 名古屋城                               | 名古屋城二の丸広場                     |
| 2016年8月19日  | AFA 2016 ANIME REGIONAL CIRCUIT THAILAND                            | ロイヤル・パラゴン・ホール             |
| 2016年8月28日  | Animelo Summer Live 2016 刻-TOKI-                                   | さいたまスーパーアリーナ（埼玉県）     |
| 2016年10月9日  | P'sLIVE TORANOMON SP 〜50th Anniversary〜 第1回                     | ニッショーホール（東京都）             |
| 2016年11月23日 | ANIMAX MUSIX YOKOHAMA 2016                                          | 横浜アリーナ（神奈川県）               |
| 2017年1月14日  | ANIMAX MUSIX OSAKA 2017                                             | 大阪城ホール（大阪府）                 |
| 2017年1月28日  | リスアニ！LIVE 2017 SATURDAY STAGE                                  | 日本武道館（東京都）                   |
| 2017年8月26日  | Animelo Summer Live 2017 -THE CARD-                                 | さいたまスーパーアリーナ（埼玉県）     |
| 2017年11月26日 | P's LIVE! 05 Go! Love&Passion!!                                     | 横浜アリーナ（神奈川県）               |
| 2018年8月24日  | Animelo Summer Live 2018 "OK!"                                      | さいたまスーパーアリーナ（埼玉県）     |
| 2019年1月19日  | ANIMAX MUSIX 2019 OSAKA supported by ひかりTV                       | 大阪城ホール（大阪府）                 |
| 2023年2月12日  | オダイバ!!超次元音楽祭 -ヨコハマからハッピーバレンタインフェス2023- | ぴあアリーナMM（神奈川県）             |
| 2024年1月21日  | 全プリキュア 20th Anniversary LIVE!                                 | 横浜アリーナ（神奈川県）               |

### イベント
| 出演日        | タイトル                                                     | 会場                                 | 備考               |
| ------------- | ------------------------------------------------------------ | ------------------------------------ | ------------------ |
| 2016年5月29日 | みも！みも！みもりん★Happy Taiwan Go♪ 〜今日は絶対に晴れ！〜 | 花漾Hana展演空間（台湾/台北市）      | ファンミーティング |
| 2016年6月28日 | Mimorin Birthday Festival 2016                               | 大宮ソニックシティ大ホール（埼玉県） | バースデーイベント |
| 2016年7月31日 | DIGIMON ADVENTURE FES. 2016                                  | オリンパスホール八王子（東京都）     | ゲスト出演         |

## 書籍
写真集
- みもりんっ（ぽにきゃんBOOKS）（2013年7月17日、ポニーキャニオン、撮影：中山雅文）ISBN 978-4-901637-95-4

トレーディングカード
- Voice Actor Card Collection VOL.01 三森すずこ ぎゅぎゅっとみもりん（2017年4月30日、ブシロードメディア）[21]